# Dave's Picks

Dave's Picks (« Le choix de Dave ») est une série d'albums d'archives du Grateful Dead lancée en 2012.
Les Dave's Picks doivent leur nom à l'archiviste David Lemieux. Ils font suite aux séries Dick's Picks (1993-2005) et aux Road Trips (2007-2011). Quatre albums sont publiés chaque année, en février, mai, août et novembre. Disponible uniquement sur le site officiel du groupe, chaque album a fait l'objet d'une prévente en ligne et a été imprimé en édition limitée.

## Volume 1
Dave's Picks Volume 1 retrace le concert donné le 25 mai 1977 à The Mosque de Richmond. 12 000 exemplaires de ce coffret ont été mis en vente. Le concert est aussi l'un des trois Star Wars shows donnés par le groupe : il correspond à la sortie en salle du premier des trois films de la Trilogie Star Wars.

### Musiciens
- Jerry Garcia, guitare, chant.
- Donna Jean Godchaux, chœurs.
- Keith Godchaux, claviers.
- Mickey Hart, Batterie.
- Bill Kreutzmann, batterie.
- Phil Lesh, basse, chant.
- Bob Weir, guitare, chant.

### Liste des Titres

#### Disque 1
1. Mississippi Half-Step Uptown Toodeloo (Garcia, Hunter) – 10:42
2. Jack Straw (Weir, Hunter) – 6:17
3. They Love Each Other (Garcia, Hunter) – 7:21
4. Mexicali Blues (Weir, Barlow) – 3:39
5. Peggy-O (trad. arr. Grateful Dead) – 7:44
6. Cassidy (Weir, Barlow) – 5:27
7. Loser (Garcia, Hunter) – 8:32
8. Lazy Lightning (Weir, Barlow) – 3:14
9. Supplication (Weir, Barlow) – 5:13
10. Brown-Eyed Women (Garcia, Hunter) – 6:10
11. Promised Land (Berry) – 4:32

#### Disque 2
1. Scarlet Begonias> (Garcia, Hunter) – 10:31
2. Fire on the Mountain (Hart, Hunter) – 11:52
3. Estimated Prophet> (Weir, Barlow) – 8:41
4. He's Gone> (Garcia, Hunter) – 13:52
5. Drums> (Hart, Kreutzmann) – 5:25

#### Disque 3
1. The Other One> (Weir, Kreutzmann) – 15:15
2. Wharf Rat> (Garcia, Hunter) – 11:10
3. The Other One> (Weir, Kreutzmann) – 3:38
4. The Wheel> (Garcia, Hunter) – 5:24
5. Around and Around (Berry) – 9:10
6. Johnny B. Goode (Berry) – 4:20

## Volume 2
Dave's Picks Volume 2 retrace le concert donné le 31 juillet 1974 au Dillon Stadium de Hartford. 12 000 exemplaires de ce coffret ont été mis en vente.

### Musiciens
- Jerry Garcia, guitare, chant.
- Donna Jean Godchaux, chœurs.
- Keith Godchaux, claviers.
- Bill Kreutzmann, batterie.
- Phil Lesh, basse, chant.
- Bob Weir, guitare, chant.

### Liste des Titres

#### Disque 1
1. Scarlet Begonias (Garcia, Hunter) – 8:21
2. Me and My Uncle (Phillips) – 3:14
3. Brown Eyed Women (Garcia, Hunter) – 4:49
4. Beat It On Down the Line (Fuller) – 3:38
5. Mississippi Half-Step Uptown Toodeloo (Garcia, Hunter) – 8:01
6. It Must Have Been the Roses (Hunter) – 5:24
7. Mexicali Blues (Weir, Barlow) – 3:45
8. Row Jimmy (Garcia, Hunter) – 8:51
9. Jack Straw (Weir, Hunter) – 5:12
10. China Cat Sunflower> (Garcia, Hunter) – 9:03
11. I Know You Rider (trad. arr. Grateful Dead) – 5:56
12. Around and Around (Berry) – 5:03

#### Disque 2
1. Bertha (Garcia, Hunter) – 5:38
2. Big River (Cash) – 5:13
3. Eyes of the World> (Garcia, Hunter) – 18:30
4. China Doll (Garcia, Hunter) – 4:47
5. Promised Land (Berry) – 3:29
6. Ship of Fools (Garcia, Hunter) – 6:19
7. Weather Report Suite (Weir, Andersen, Barlow) – 17:08
8. El Paso (Robbins) – 4:54
9. Ramble On Rose (Garcia, Hunter) – 6:27
10. Greatest Story Ever Told (Weir, Hart, Hunter) – 5:56

#### Disque 3
1. To Lay Me Down (Garcia, Hunter) – 8:09
2. Truckin' > (Garcia, Lesh, Weir, Hunter) – 17:53
3. Mind Left Body Jam> (Grateful Dead) – 7:24
4. Spanish Jam> (Grateful Dead) – 5:40
5. Wharf Rat> (Garcia, Hunter) – 9:31
6. U.S. Blues (Garcia, Hunter) – 6:01
7. One More Saturday Night (Weir) – 5:43
8. Uncle John's Band (Garcia, Hunter) – 6:26

#### Disque bonus
Un disque bonus, constitué d'extraits du concert donné le 29 juillet 1974 au Capital Centre de Landover, est ajouté à l'album en 2012. Seuls les acheteurs ayant acheté la série en prévente annuelle en ont été bénéficiaires.
1. Sugaree (Garcia, Hunter) – 7:03
2. Weather Report Suite (Weir, Andersen, Barlow) – 19:31
3. He's Gone> (Garcia, Hunter) – 13:24
4. Truckin'> (Garcia, Lesh, Weir, Hunter) – 8:16
5. Nobody's Fault but Mine> (trad. arr. Grateful Dead) – 4:02
6. The Other One> (Weir, Kreutzmann) – 8:55
7. Spanish Jam> (Grateful Dead) – 4:44
8. Wharf Rat (Garcia, Hunter) – 9:23

## Volume 3
Dave's Picks Volume 3 retrace le concert donné le 22 octobre 1971 à l'Auditorium Theatre de Chicago. Le troisième disque reprend des titres tirés du concert donné la veille au même endroit. 12 000 exemplaires de ce coffret ont été mis en vente.

### Musiciens
- Jerry Garcia, guitare, chant.
- Keith Godchaux, claviers.
- Bill Kreutzmann, batterie
- Phil Lesh, basse, chant.
- Bob Weir, guitare, chant.

### Liste des Titres

#### Disque 1
1. Bertha (Garcia, Hunter) – 6:12
2. Me and My Uncle (Phillips) – 3:24
3. Tennessee Jed (Garcia, Hunter) – 6:33
4. Jack Straw (Weir, Hunter) – 5:01
5. Loser (Garcia, Hunter) – 7:28
6. Playing in the Band (Weir, Hart, Hunter) – 6:31
7. Sugaree (Garcia, Hunter) – 7:20
8. Beat It On Down the Line (Fuller) – 3:55
9. Black Peter (Garcia, Hunter) – 9:18
10. Mexicali Blues (Weir, Barlow) – 3:45
11. Cold Rain and Snow (trad. arr. Grateful Dead) – 6:11
12. Me and Bobby McGee (Kristofferson, Foster) – 5:57

#### Disque 2
1. Comes a Time (Garcia, Hunter) – 7:36
2. One More Saturday Night (Weir) – 4:37
3. Ramble On Rose (Garcia, Hunter) – 6:27
4. Cumberland Blues (Garcia, Lesh, Hunter) – 5:58
5. That's It for the Other One> (Garcia, Kreutzmann, Weir) – 28:06
6. Deal (Garcia, Hunter) – 5:33
7. Sugar Magnolia (Weir, Hunter) – 6:53
8. Casey Jones (Garcia, Hunter) – 5:54
9. Johnny B. Goode (Berry) – 3:50

#### Disque 3
1. Truckin' (Garcia, Lesh, Weir, Hunter) – 11:11
2. Big Railroad Blues (Lewis) – 3:27
3. The Frozen Logger (Stevens) – 0:54
4. Dark Star> (Garcia, Hart, Kreutzmann, Lesh, McKernan, Weir, Hunter) – 14:57
5. Sittin' on Top of the World> (Jacobs, Carter) – 3:21
6. Dark Star (Garcia, Hart, Kreutzmann, Lesh, McKernan, Weir, Hunter) – 2:12
7. Me and Bobby McGee (Kristofferson, Foster) – 6:16
8. Brown-Eyed Women (Garcia, Hunter) – 4:23
9. St. Stephen (Garcia, Lesh, Hunter) – 5:54
10. Johnny B. Goode (Berry) – 4:14

## Volume 4
Dave's Picks Volume 4 retrace le concert donné le 24 septembre 1976 au College of William & Mary de Williamsburg. 12 000 exemplaires de ce coffret ont été mis en vente.

### Musiciens
- Jerry Garcia, guitare, chant.
- Donna Jean Godchaux, chœurs.
- Keith Godchaux, claviers.
- Mickey Hart, Batterie.
- Bill Kreutzmann, batterie.
- Phil Lesh, basse, chant.
- Bob Weir, guitare, chant.

### Liste des Titres

#### Disque 1
1. Promised Land (Berry) – 4:41
2. Deal (Garcia, Hunter) – 5:07
3. Cassidy (Weir, Barlow) – 4:34
4. Sugaree (Garcia, Hunter) – 10:25
5. Looks Like Rain (Weir, Barlow) – 7:53
6. Row Jimmy (Garcia, Hunter) – 9:48
7. Big River (Cash) – 5:33
8. Tennessee Jed (Garcia, Hunter) – 8:55

#### Disque 2
1. Playing in the Band> (Weir, Hart, Hunter) – 11:53
2. Supplication> (Weir, Barlow) – 4:55
3. Playing in the Band (Weir, Hart, Hunter) – 4:43
4. Might as Well  (Garcia, Hunter) – 7:36
5. Samson and Delilah (trad. arr. Weir) – 7:02
6. Loser (Garcia, Hunter) – 8:06
7. New Minglewood Blues (trad. arr. Grateful Dead) – 4:30

#### Disque 3
1. Help on the Way> (Garcia, Hunter) – 5:06
2. Slipknot!> (Garcia, Lesh, Weir, Kreutzmann, Godchaux) – 5:07
3. Drums> (Hart, Kreutzmann) – 5:36
4. Slipknot!> (Garcia, Lesh, Weir, Kreutzmann, K. Godchaux) – 5:28
5. Franklin's Tower> (Garcia, Kreutzmann, Hunter) – 8:12
6. The Music Never Stopped> (Weir, Barlow) – 5:49
7. Stella Blue (Garcia, Hunter) – 7:35
8. Around and Around (Berry) – 6:54
9. U.S. Blues (Garcia, Hunter) – 5:56

## Volume 5
Dave's Picks Volume 5 retrace le concert donné le 17 novembre 1973 au Pauley Pavilion de Los Angeles. 13 000 exemplaires de ce coffret ont été mis en vente.

### Musiciens
- Jerry Garcia, guitare, chant.
- Donna Jean Godchaux, chœurs.
- Keith Godchaux, claviers.
- Bill Kreutzmann, batterie.
- Phil Lesh, basse, chant.
- Bob Weir, guitare, chant.

### Liste des Titres

#### Disque 1
1. Me and My Uncle (Phillips) – 3:18
2. Here Comes Sunshine (Garcia, Hunter) – 11:53
3. Looks Like Rain (Weir, Barlow) – 7:24
4. Deal (Garcia, Hunter) – 5:08
5. Mexicali Blues (Weir, Barlow) – 3:39
6. Tennessee Jed (Garcia, Hunter) – 7:58
7. The Race Is On (Jones) – 3:27
8. China Cat Sunflower> (Garcia, Hunter) – 9:10
9. I Know You Rider (trad. arr. Grateful Dead) – 5:44
10. Big River (Cash) – 5:22
11. Brown-Eyed Women (Garcia, Hunter) – 5:27
12. Around and Around (Berry) – 5:10

#### Disque 2
1. Row Jimmy (Garcia, Hunter) – 9:39
2. Jack Straw (Weir, Hunter) – 5:18
3. Ramble On Rose (Garcia, Hunter) – 6:37
4. Playing in the Band> (Weir, Hart, Hunter) – 15:02
5. Uncle John's Band> (Garcia, Hunter) – 7:29
6. Morning Dew> (Dobson, Rose) – 13:54
7. Uncle John's Band> (Garcia, Hunter) – 1:44
8. Playing in the Band (Weir, Hart, Hunter) – 11:37

#### Disque 3
1. Stella Blue (Garcia, Hunter) – 7:29
2. El Paso (Robbins) – 4:29
3. Eyes of the World> – 14:18
4. Sugar Magnolia (Weir, Hunter) – 9:52
5. Casey Jones (Garcia, Hunter)– 6:54

## Volume 6
Dave's Picks Volume 6 retrace le concert donné le 2 février 1970 au Fox Theatre de Saint-Louis. Le disque bonus reprend des titres enregistrés le 20 décembre 1969 au Fillmore de San Francisco. 13 000 exemplaires de ce coffret ont été mis en vente.

### Musiciens
- Tom Constanten, Claviers (Fillmore Auditorium).
- Jerry Garcia, guitare, chant.
- Mickey Hart, Batterie.
- Bill Kreutzmann, batterie.
- Phil Lesh, basse, chant.
- Ron Mc Kernan, Chant, percussions, claviers (Fox Theatre).
- Bob Weir, guitare, chant.

### Liste des Titres

#### Disque 1
1. Casey Jones (Jerry Garcia, Robert Hunter) – 4:31
2. Mama Tried (Merle Haggard)– 3:03
3. Hard to Handle  ([Al Bell, Allen Jones, Otis Redding) – 5:39
4. Cold Rain and Snow (traditional, arranged by Grateful Dead) – 5:32
5. Black Peter (Garcia, Hunter) – 9:49
6. Cumberland Blues (Garcia, Lesh, Hunter) – 5:14
7. Dark Star> (Garcia, Hunter, Mickey Hart, Bill Kreutzmann, Phil Lesh, Ron "Pigpen" McKernan, Bob Weir) – 22:00
8. St. Stephen> (Garcia, Lesh, Hunter) – 5:11
9. Mason's Children> (Garcia, Hunter, Lesh, Weir) – 5:29
10. Good Lovin' > (Rudy Clark, Arthur Resnick) – 5:09
11. Uncle John's Band> (Garcia, Hunter) – 6:37

#### Disque 2
1. Turn On Your Love Light> (Joseph Scott, Deadric Malone) – 14:06
2. Not Fade Away> (Norman Petty, Buddy Holly) – 1:20
3. Turn On Your Lovelight (Scott, Malone) – 3:38
4. And We Bid You Goodnight (traditional, arranged by Grateful Dead) – 3:07

Fillmore Auditorium – 20 décembre 1969
1. Dark Star> (Garcia, Hart, Hunter, Kreutzmann, Lesh, McKernan, Weir) – 20:38
2. St. Stephen> (Garcia, Lesh, Hunter) – 10:40
3. The Eleven> (Lesh, Hunter)– 11:32
4. New Speedway Boogie> (Garcia, Hunter)– 8:27

#### Disque 3
1. Turn On Your Lovelight (Scott, Malone)– 35:15
2. Mason's Children (Garcia, Hunter, Lesh, Weir)– 7:19
3. China Cat Sunflower> (Garcia, Hunter)– 5:31
4. I Know You Rider> (traditional, arranged by Grateful Dead) – 6:07
5. High Time (Garcia, Hunter)– 8:16
6. Me and My Uncle (John Phillips)– 3:30
7. Hard to Handle (Isbell, Jones, Redding)– 5:11
8. Cumberland Blues (Garcia, Hunter, Lesh) – 5:33

#### Disque Bonus
Un disque Bonus, en édition limitée, est joint à l'album. Il reprend des extraits du concert donné au Fillmore de San Francisco le 21 décembre 1969.
1. Smokestack Lightning (Chester Burnett) – 11:26
2. New Speedway Boogie (Garcia, Hunter) – 5:09
3. Dire Wolf (Garcia, Hunter)– 5:03
4. Mason’s Children (Garcia, Hunter, Lesh, Weir)– 6:38
5. China Cat Sunflower> (Garcia, Hunter) – 5:14
6. I Know You Rider (traditional, arranged by Grateful Dead)– 5:27
7. Black Peter (Garcia, Hunter)– 9:33
8. Good Lovin' > (Clark, Resnick) – 1:51
9. Drums> (Hart, Kreutzmann) – 6:28
10. The Other One (Kreutzmann, Weir) – 13:06
11. Cumberland Blues (Garcia, Hunter, Lesh) – 5:30

## Volume 7
Dave's Picks Volume 7 (sortie le 1er août 2013) retrace le concert donné le 24 avril 1978 au Horton Field House, université de l'État de l'Illinois. 13 000 exemplaires de ce coffret ont été mis en vente.

### Musiciens
- Jerry Garcia, guitare, chant.
- Donna Jean Godchaux, chœurs.
- Keith Godchaux, claviers.
- Mickey Hart, Batterie.
- Bill Kreutzmann, batterie.
- Phil Lesh, basse, chant.
- Bob Weir, guitare, chant.

### Liste des Titres

#### Disque 1
- Set 1 :

1. Promised Land (Chuck Berry) – 5:14
2. Ramble On Rose (Jerry Garcia, Robert Hunter) – 8:07
3. Me and My Uncle > (John Phillips) – 3:10
4. Big River (Johnny Cash) – 6:21
5. Friend of the Devil (Garcia, Hunter) – 9:33
6. Cassidy (Bob Weir, John Perry Barlow) – 5:38
7. Brown-Eyed Women (Garcia, Hunter) – 5:57
8. Passenger (Phil Lesh, Peter Monk) – 5:45
9. It Must Have Been the Roses (Garcia, Hunter) – 8:07
10. The Music Never Stopped (Weir, Barlow) – 8:51

#### Disque 2
- Set 2 :

1. Scarlet Begonias > (Garcia, Hunter) – 12:55
2. Fire on the Mountain > (Hart, Hunter) – 11:08
3. Good Lovin' (Rudy Clark, Arthur Resnick) – 7:06

#### Disque 3
1. Terrapin Station > (Garcia, Hunter) – 10:51
2. Rhythm Devils > (Hart, Bill Kreutzmann) – 13:53
3. Space > (Garcia, Keith Godchaux, Lesh, Weir) – 6:41
4. Not Fade Away > (Buddy Holly, Norman Petty) – 11:19
5. Black Peter > (Garcia, Hunter) – 11:47
6. Around and Around (Berry) – 9:11
7. Werewolves of London (LeRoy Marinell, Waddy Wachtel, Warren Zevon) – 7:46

## Volume 8
Dave's Picks Volume 8 (sortie le 1er novembre 2013) retrace le concert donné le 30 novembre 1980 au Fox Theatre de la ville d'Atlanta, en Géorgie. 13 000 exemplaires de ce coffret ont été mis en vente.

### Musiciens
- Jerry Garcia, guitare, chant.
- Mickey Hart, Batterie.
- Bill Kreutzmann, batterie.
- Phil Lesh, basse, chant.
- Brent Mydland, Claviers, chant.
- Bob Weir, guitare, chant.

### Liste des Titres

#### Disque 1
- Set 1 :

1. Feel Like a Stranger (Bob Weir, John Perry Barlow) – 9:19
2. Loser (Jerry Garcia, Robert Hunter) – 8:17
3. Cassidy (Weir, Barlow) – 5:14
4. Ramble On Rose (Garcia, Hunter) – 7:55
5. Little Red Rooster (Willie Dixon) – 9:33
6. Bird Song (Garcia, Hunter) – 9:22
7. Me and My Uncle > (John Phillips)– 2:59
8. Big River (Johnny Cash) – 5:55
9. It Must Have Been the Roses (Garcia, Hunter)– 7:13

#### Disque 2
1. Lost Sailor > (Weir, Barlow)– 6:34
2. Saint of Circumstance (Weir, Barlow) – 6:31
3. Deal (Garcia, Hunter) – 8:03

- Set 2 :

1. Scarlet Begonias> (Garcia, Hunter) – 11:44
2. Fire on the Mountain (Mickey Hart, Hunter) - 10:50
3. Samson and Delilah (traditional, arranged by Weir) - 7:40
4. Ship of Fools (Garcia, Hunter) – 8:49

#### Disque 3
1. Playing in the Band > (Weir, Hart, Hunter) – 15:53
2. Drums > (Hart, Bill Kreutzmann) – 11:25
3. Space > (Garcia, Phil Lesh, Weir) – 4:23
4. The Wheel > (Garcia, Kreutzmann, Hunter) – 6:49
5. China Doll > (Garcia, Hunter) – 6:50
6. Around and Around > (Chuck Berry)– 4:01
7. Johnny B. Goode (Berry) – 4:49
8. Uncle John's Band (Garcia, Hunter) – 7:46

## Volume 9
Dave's Picks Volume 9 (sortie le 1er février 2014) est un coffret de 3 CD retraçant l'intégralité du concert du Grateful à Missoula, dans le Montana, le 14 mai 1974. 14 000 exemplaires de ce coffret ont été mis en vente sur le site du groupe.

### Musiciens
- Jerry Garcia, guitare, chant.
- Donna Jean Godchaux, chœurs.
- Keith Godchaux, claviers.
- Bill Kreutzmann, batterie.
- Phil Lesh, basse, chant.
- Bob Weir, guitare, chant.

### Liste des Titres

#### Disque 1
- Set 1 :

1. Bertha (Garcia, Hunter) – 6:15
2. Me and My Uncle (John Phillips) – 3:15
3. Loser (Garcia, Hunter) – 6:40
4. Black-Throated Wind – 6:50
5. Scarlet Begonias (Garcia, Hunter) – 7:20
6. It Must Have Been the Roses (Garcia, Hunter) – 5:45
7. Jack Straw (Weir, Hunter) – 5:20
8. Tennessee Jed (Garcia, Hunter) – 8:20
9. Mexicali Blues (Weir, Hunter) – 3:40
10. Deal (Garcia, Hunter) – 4:45

#### Disque deux
1. Big River – 5:20
2. Brown-Eyed Woman (Garcia, Hunter) – 5:15
3. Playing in the Band – 20:50

Set 2 :
1. U.S. Blues (Garcia, Hunter) – 5:50
2. El Paso – 4:45
3. Row Jimmy (Garcia, Hunter) – 8:50

#### Disque trois
1. Weather Report Suite> –16:10
2. Dark Star> (Garcia, Hart, Kreutzmann, McKernan, Weir, Hunter) – 26:40
3. China Doll (Garcia, Hunter) – 5:50
4. Promised Land – 3:45
5. Not Fade Away> – 6:15
6. Goin' Down the Road Feeling Bad> – 10:00
7. One More Saturday Night – 4:50

## Volume 10
Dave's Picks Volume 10 (sortie le 1er mai 2014) est un coffret de trois CD retraçant l'intégralité du concert du Grateful Dead au Thelma, petite salle de Los Angeles, le 12 décembre 1969. 14 000 exemplaires de ce coffret ont été mis en vente sur le site du groupe.

### Musiciens
- Tom Constantan, Claviers.
- Jerry Garcia, guitare, chant.
- Mickey Hart, Batterie.
- Bill Kreutzmann, batterie.
- Phil Lesh, basse, chant.
- Ron Mc Kernan, Chant, percussions.
- Bob Weir, guitare, chant.

### Liste des Titres

#### Disque 1
- Set 1 :

1. Cold Rain and Snow (traditional, arranged by Grateful Dead) – 5:53
2. Me and My Uncle (John Phillips) – 4:05
3. Easy Wind (Robert Hunter) – 9:33
4. Cumberland Blues (Jerry Garcia, Phil Lesh, Hunter) – 7:39
5. Black Peter (Garcia, Hunter) – 12:19
6. Next Time You See Me (William Harvey, Earl Forest) – 5:43
7. China Cat Sunflower> (Garcia, Hunter) – 5:19
8. I Know You Rider (traditional, arranged by Grateful Dead) – 5:55

#### Disque deux
1. Turn On Your Lovelight (Joseph Scott, Deadric Malone) – 31:57

Set 2 :
1. Hard to Handle (Otis Redding, Alvertis Isbell, Allen Jones) – 4:40
2. Casey Jones (Garcia, Hunter) – 4:55
3. Mama Tried (Merle Haggard) – 2:37
4. High Time (Garcia, Hunter) – 7:34
5. Dire Wolf (Garcia, Hunter) – 4:51
6. Good Lovin'  (Rudy Clark, Arthur Resnick) – 6:18
7. I'm a King Bee (James Moore) – 7:44

#### Disque trois
1. Uncle John's Band (Garcia, Hunter) – 8:39
2. He Was a Friend of Mine (traditional, arranged by Grateful Dead) – 4:13
3. Alligator> (Mickey Hart, Bill Kreutzmann) – 7:00
4. Drums> (Mickey Hart, Bill Kreutzmann) – 7:00
5. Alligator> (Lesh, McKernan, Hunter) – 9:15
6. Caution (Do Not Stop on Tracks)> (Grateful Dead) – 22:43
7. Feedback> (Grateful Dead) – 7:11
8. And We Bid You Goodnight (traditional, arranged by Grateful Dead) – 3:27

#### Disque bonus
Un disque bonus, constitué d'extraits du concert donné la veille dans la même salle, est ajouté à l'album en 2014. Seuls les acheteurs ayant acheté la série en prévente annuelle en ont été bénéficiaires.
1. Dark Star> (Garcia, Hart, Kreutzmann, Lesh, McKernan, Bob Weir, Hunter) – 20:20
2. St. Stephen> (Garcia, Lesh, Hunter) – 13:10
3. The Eleven> (Lesh, Hunter) – 8:54
4. Cumberland Blues (Garcia, Lesh, Hunter) – 5:02
5. That's It for the Other One> – 24:06
6. Cosmic Charlie (Garcia, Hunter) – 7:17

## Volume 11
Dave's Picks Volume 11 (sortie le 1er août 2014) est un coffret de 3 CD retraçant l'intégralité du concert du Grateful Dead donné au Century II Convention Center de Wichita, dans le Kansas le 17 novembre 1972 ; cinq titres extraits du concert du 15 novembre 1972, donné à Oklahoma City, ont été joints au disque 3. 14 000 exemplaires de ce coffret ont été mis en vente sur le site du groupe.

### Musiciens
- Jerry Garcia, guitare, chant.
- Donna Jean Godchaux, chœurs.
- Keith Godchaux, claviers.
- Bill Kreutzmann, batterie.
- Phil Lesh, basse, chant.
- Bob Weir, guitare, chant.

### Liste des Titres

#### Disque 1
- Set 1 :

1. Promised Land (Chuck Berry) – 3:12
2. Sugaree (Jerry Garcia, Robert Hunter) – 7:01
3. Me and My Uncle (John Phillips) – 3:11
4. Tennessee Jed (Garcia, Hunter) – 7:47
5. Black-Throated Wind (Bob Weir, John Barlow) – 7:04
6. Bird Song (Garcia, Hunter) – 11:01
7. Jack Straw (Weir, Hunter) – 5:00
8. Box of Rain (Phil Lesh, Hunter) – 4:54
9. Don't Ease Me In (traditional, arranged by Grateful Dead) – 3:16
10. Beat It On Down the Line (Jesse Fuller) – 3:26
11. Brown-Eyed Women (Garcia, Hunter) – 5:11
12. Big River (Johnny Cash) – 4:39
13. China Cat Sunflower> (Garcia, Hunter) – 7:10
14. I Know You Rider (traditional, arranged by Grateful Dead) – 4:46

#### Disque deux
1. Around and Around (Berry) – 3:55
2. Casey Jones (Garcia, Hunter) – 6:33

Set2 :
1. Cumberland Blues (Garcia, Lesh, Hunter) – 6:31
2. El Paso (Marty Robbins) – 4:17
3. He's Gone> (Garcia, Hunter) – 14:12
4. Truckin' > (Garcia, Lesh, Weir, Hunter) – 9:57
5. The Other One> (Weir, Bill Kreutzmann) – 19:49
6. Brokedown Palace (Garcia, Hunter) – 5:57
7. Sugar Magnolia (Weir, Hunter) – 8:24

#### Disque trois
1. Uncle John's Band (Garcia, Hunter) – 8:07
2. Johnny B. Goode (Berry) – 3:57

Oklahoma City Music Hall, Oklahoma City, Oklahoma, 15 novembre 1972:
1. Playing in the Band (Weir, Mickey Hart, Hunter) – 30:57
2. Wharf Rat (Garcia, Hunter) – 10:38
3. Not Fade Away> (Norman Petty, Charles Hardin) – 7:47
4. Goin' Down the Road Feeling Bad> (traditional, arranged by Grateful Dead) – 7:12
5. Not Fade Away (Petty, Hardin) – 3:27

## Volume 12
Dave's Picks Volume 12 retrace le concert donné le 4 novembre 1977 à la Colgate University de Hamilton. Le CD trois contient des extraits du concerte donné le 2 novembre 1977 à Toronto, dont des extraits ont déjà été publiés. 14 000 exemplaires de ce coffret ont été mis en vente.

### Musiciens
- Jerry Garcia, guitare, chant.
- Mickey Hart, Batterie.
- Donna Jean Godchaux, chant.
- Keith Godchaux, claviers.
- Bill Kreutzmann, batterie
- Phil Lesh, basse, chant.
- Bob Weir, guitare, chant.

### Liste des Titres

#### Disque 1
1. Bertha>  (Jerry Garcia, Robert Hunter) – 7:50
2. Good Lovin'  (Rudy Clark, Artie Resnick) – 6:26
3. Brown-Eyed Women (Garcia, Hunter) – 5:56
4. Cassidy (Bob Weir, John Barlow) – 5:02
5. It Must Have Been the Roses (Hunter) – 7:42
6. Sunrise (Donna Jean Godchaux) – 5:02
7. New Minglewood Blues (Noah Lewis) – 5:38
8. Dupree's Diamond Blues (Garcia, Hunter) – 6:45
9. Let It Grow (Weir, Barlow) – 13:43
10. Jones Gang introduction – 1:40
11. Samson and Delilah>  (traditional, arranged by Grateful Dead) – 7:21
12. Cold Rain and Snow (traditional, arranged by Grateful Dead) – 6:03

#### Disque deux
1. Playing in the Band>  (Weir, Mickey Hart, Hunter) – 13:03
2. Eyes of the World>  (Garcia, Hunter) – 13:11
3. Estimated Prophet>  (Weir, Barlow) – 11:18
4. The Other One>  (Weir, Bill Kreutzmann) – 4:25
5. Drums>  (Hart, Kreutzmann) – 3:35
6. Iko Iko>  (James "Sugar Boy" Crawford) – 10:47
7. Stella Blue>  (Garcia, Hunter) – 11:45
8. Playing in the Band (Weir, Hart, Hunter) – 7:01
9. Johnny B. Goode (Chuck Berry) – 4:44

#### Disque trois
1. Promised Land (Berry) – 4:54
2. They Love Each Other (Garcia, Hunter) – 7:28
3. Me and My Uncle> (John Phillips) – 3:05
4. Big River (Johnny Cash) – 6:22
5. Candyman (Garcia, Hunter) – 7:10
6. Looks Like Rain (Weir, Barlow) – 8:30
7. Ramble On Rose (Garcia, Hunter) – 8:41
8. Scarlet Begonias> (Garcia, Hunter) – 10:28
9. Fire on the Mountain (Hart, Hunter) – 7:33
10. Terrapin Station (Garcia, Hunter) – 10:14

## Volume 13
Dave's Picks Volume 13 retrace le concert donné le 24 février 1974 à la Winterland Arena de San Francisco. 16 500 exemplaires de ce coffret ont été mis en vente.

### Musiciens
- Jerry Garcia, guitare, chant.
- Donna Jean Godchaux, chœurs.
- Keith Godchaux, claviers.
- Bill Kreutzmann, batterie.
- Phil Lesh, basse, chant.
- Bob Weir, guitare, chant.

### Liste des Titres

#### Disque 1
1. U.S. Blues (Jerry Garcia, Robert Hunter) – 6:22
2. Mexicali Blues (Bob Weir, John Barlow) – 3:45
3. Brown-Eyed Women (Garcia, Hunter) – 5:26
4. Beat It On Down the Line (Jesse Fuller) – 4:04
5. Candyman (Garcia, Hunter) – 7:19
6. Jack Straw (Weir, Hunter) – 5:07
7. China Cat Sunflower> (Garcia, Hunter)– 9:54
8. I Know You Rider (traditional, arranged by Grateful Dead) – 6:07
9. El Paso (Marty Robbins) – 4:52
10. Loser (Garcia, Hunter) – 6:44
11. Playing in the Band (Weir, Mickey Hart, Hunter) – 18:27

#### Disque 2
1. Cumberland Blues (Garcia, Phil Lesh, Hunter) – 6:57
2. It Must Have Been the Roses (Hunter) – 5:38
3. Big River (Johnny Cash) – 5:25
4. Bertha (Garcia, Hunter) – 6:40
5. Weather Report Suite> – 15:34
6. Row Jimmy (Garcia, Hunter) – 10:03
7. Ship of Fools (Garcia, Hunter) – 6:08
8. Promised Land (Chuck Berry) – 3:33

#### Disque 3
1. Dark Star> (Garcia, Hart, Bill Kreutzmann, Lesh, Ron McKernan, Weir, Hunter) – 29:08
2. Morning Dew (Bonnie Dobson, Tim Rose) – 13:54
3. Sugar Magnolia> (Weir, Hunter) – 8:54
4. Not Fade Away>(Norman Petty, Charles Hardin) – 4:49
5. Goin' Down the Road Feeling Bad> (traditional, arranged by Grateful Dead) – 7:23
6. Not Fade Away (Petty, Hardin) – 4:29
7. It's All Over Now, Baby Blue (Bob Dylan) – 6:32

## Volume 14
Dave's Picks Volume 14 retrace le concert donné le 26 mars 1972 à New York, en prélude à la tournée européenne des semaines suivante. un disque bonus proposant des extraits des concerts donnés dans la même salle les 21 (*) et 27 mars (**) 1972 a été proposé aux acheteurs du coffret en précommande. 16 500 exemplaires de ce coffret ont été mis en vente.

### Musiciens
- Jerry Garcia, guitare, chant.
- Donna Jean Godchaux, chœurs.
- Keith Godchaux, Piano.
- Bill Kreutzmann, batterie
- Phil Lesh, basse, chant.
- Ron McKernan, Claviers, chant
- Bob Weir, guitare, chant.

### Liste des titres

#### Disque un
1. Greatest Story Ever Told (Bob Weir, Mickey Hart, Robert Hunter) – 5:51
2. Cold Rain and Snow (traditional, arranged by Grateful Dead) – 6:27
3. Chinatown Shuffle (Ron McKernan) – 3:19
4. Black-Throated Wind (Weir, John Barlow) – 6:24
5. You Win Again (Hank Williams) – 4:50
6. Mr. Charlie (McKernan, Hunter) – 4:12
7. Jack Straw (Weir, Hunter) – 4:57
8. Loser (Jerry Garcia, Hunter) – 6:54
9. Looks Like Rain (Weir, Barlow) – 7:58
10. Big Railroad Blues (Noah Lewis, arranged by Grateful Dead) – 4:36
11. Big Boss Man (Al Smith, Luther Dixon) – 5:10
12. Playing in the Band (Weir, Hart, Hunter) – 12:16
13. El Paso (Marty Robbins) – 4:19

#### Disque deux
1. Good Lovin'  (Rudy Clark, Arthur Resnick) – 17:15
2. Truckin'  > (Garcia, Phil Lesh, Weir, Hunter) – 18:19
3. Drums > (Bill Kreutzmann) – 3:49
4. The Other One > (Weir, Kreutzmann) – 23:35
5. Me and My Uncle > (John Phillips) – 3:12
6. The Other One > (Weir, Kreutzmann) – 5:29

#### Disque trois
1. Wharf Rat (Garcia, Hunter) – 11:08
2. Sugar Magnolia (Weir, Hunter) – 7:40
3. The Stranger (Two Souls in Communion) (McKernan) – 8:23
4. Not Fade Away > (Norman Petty, Charles Hardin) – 5:31
5. Goin' Down the Road Feeling Bad > (traditional, arranged by Grateful Dead) – 8:00
6. Not Fade Away (Petty, Hardin) – 2:52

#### Disque bonus
1. Bertha (Garcia, Hunter) – 6:57 (**)
2. Brown-Eyed Women (Garcia, Hunter) – 4:54 (**)
3. China Cat Sunflower > (Garcia, Hunter) – 5:51 (**)
4. I Know You Rider (traditional, arranged by Grateful Dead) – 5:11 (**)
5. Cumberland Blues (Garcia, Lesh, Hunter) – 5:09 (**)
6. Truckin'  > (Garcia, Lesh, Weir, Hunter) – 11:06 (*)
7. Drums > (Kreutzmann) – 3:02 (*)
8. The Other One > (Weir, Kreutzmann) – 17:46 (*)
9. Wharf Rat (Garcia, Hunter) – 10:26 (*)

## Volume 15
Dave's Picks Volume 15 (sortie le 1er août 2015) retrace le concert donné le 22 avril 1978 au Municipal Auditorium, de Nashville, Tennessee. 16 500 exemplaires de ce coffret ont été mis en vente.

### Musiciens
- Jerry Garcia, guitare, chant.
- Donna Jean Godchaux, chœurs.
- Keith Godchaux, claviers.
- Mickey Hart, Batterie.
- Bill Kreutzmann, batterie.
- Phil Lesh, basse, chant.
- Bob Weir, guitare, chant.

### Liste des Titres

#### Disque 1
- Set 1 :

1. Bertha > (Jerry Garcia, Robert Hunter) – 7:27
2. Good Lovin'  (Rudy Clark, Arthur Resnick) – 6:48
3. Candyman (Garcia, Hunter) – 7:26
4. Looks Like Rain (Bob Weir, John Barlow) – 8:16
5. Tennessee Jed (Garcia, Hunter) – 9:33
6. Jack Straw (Weir, Hunter) – 6:12
7. Peggy-O (traditional, arranged by Grateful Dead) – 8:16
8. New Minglewood Blues (traditional, arranged by Grateful Dead) – 6:12
9. Deal (Garcia, Hunter) – 7:24

#### Disque 2
- Set 2 :

1. Lazy Lightning > (Weir, Barlow) – 3:38
2. Supplication (Weir, Barlow) – 6:42
3. It Must Have Been the Roses (Garcia, Hunter) – 8:22
4. Estimated Prophet > (Weir, Barlow) – 12:36
5. Eyes of the World > (Garcia, Hunter) – 12:25
6. Rhythm Devils > (Mickey Hart, Bill Kreutzmann) – 14:09

#### Disque 3
1. Not Fade Away > (Norman Petty, Buddy Holly) – 11:20
2. Wharf Rat > (Garcia, Hunter) – 12:06
3. Sugar Magnolia (Weir, Hunter) – 10:07
4. One More Saturday Night (Weir) – 5:12

## Volume 16
Dave's Picks Volume 16 (sortie le 1er novembre 2015) retrace le concert donné le 28 mars 1973 au Springfield Civic Center, de Springfield. 16 500 exemplaires de ce coffret ont été mis en vente.

### Musiciens
- Jerry Garcia, guitare, chant.
- Donna Jean Godchaux, chœurs.
- Keith Godchaux, claviers.
- Bill Kreutzmann, batterie.
- Phil Lesh, basse, chant.
- Bob Weir, guitare, chant.

### Liste des titres

#### Disque 1
- Set 1 :

1. Cumberland Blues (Jerry Garcia, Phil Lesh, Robert Hunter) – 6:08
2. Here Comes Sunshine (Garcia, Hunter) – 8:47
3. Mexicali Blues (Bob Weir, John Barlow) – 3:42
4. Wave That Flag (Garcia, Hunter) – 5:39[a]
5. Beat It On Down the Line (Jesse Fuller) – 3:25
6. Loser (Garcia, Hunter) – 7:09
7. Jack Straw (Weir, Hunter) – 4:59
8. Box of Rain (Lesh, Hunter) – 4:57
9. They Love Each Other (Garcia, Hunter) – 6:03
10. El Paso (Marty Robbins) – 4:50
11. Row Jimmy (Garcia, Hunter) – 8:41
12. Around and Around (Chuck Berry) – 5:24
13. Brown-Eyed Women (Garcia, Hunter) – 5:13

#### Disque 2
1. You Ain't Woman Enough (Loretta Lynn) – 5:17
2. Looks Like Rain (Weir, Barlow) – 7:36
3. China Cat Sunflower > (Garcia, Hunter) – 8:54
4. I Know You Rider (traditional, arranged by Grateful Dead) – 5:19

Set 2 :
1. Promised Land (Berry) – 3:12
2. Loose Lucy (Garcia, Hunter) – 7:04
3. Me and My Uncle (John Phillips) – 4:12
4. Don't Ease Me In (traditional, arranged by Grateful Dead) – 3:23
5. The Race Is On (Don Rollins) – 3:13
6. Stella Blue (Garcia, Hunter) – 7:34
7. Big River (Johnny Cash) – 4:38
8. Mississippi Half-Step Uptown Toodeloo (Garcia, Hunter) – 7:51

#### Disque 3
1. Weather Report Suite Prelude > (Weir) – 3:09
2. Dark Star > (Garcia, Mickey Hart, Bill Kreutzmann, Lesh, Ron McKernan, Weir, Hunter) – 31:46
3. Eyes of the World > (Garcia, Hunter)– 12:51
4. Playing in the Band (Weir, Hart, Hunter) – 15:27
5. Johnny B. Goode (Berry) – 3:51

## Volume 17
Dave's Picks Volume 17 (sortie le 1er février 2016) retrace le concert donné le 19 juillet 1974 au Selland Arena, de Fresno. 16 500 exemplaires de ce coffret ont été mis en vente.

### Musiciens
- Jerry Garcia, guitare, chant.
- Donna Jean Godchaux, chœurs.
- Keith Godchaux, claviers.
- Bill Kreutzmann, batterie.
- Phil Lesh, basse, chant.
- Bob Weir, guitare, chant.

### Liste des titres

#### Disque 1
- Set 1 :

1. Bertha (Garcia, Hunter) – 6:33
2. Mexicali Blues (Weir, Barlow) – 4:06
3. Deal (Garcia, Hunter) – 4:55
4. Beat It On Down the Line (Fuller) – 3:45
5. Row Jimmy (Garcia, Hunter) – 8:20
6. Me and Bobby McGee (Foster, Kristofferson) – 6:28
7. Scarlet Begonias (Garcia, Hunter) – 8:52
8. El Paso (Robbins) – 4:39
9. Tennessee Jed (Garcia, Hunter) – 7:54

#### Disque 2
1. Playing in the Band (Hart, Hunter, Weir) – 29:14

- Intelude :

1. Seastones (Lagin, Lesh, Garcia) – 15:13

- Set 2 :

1. Brown-Eyed Women (Garcia, Hunter) – 5:11
2. Me and My Uncle (Phillips) – 3:11
3. It Must Have Been the Roses (Hunter) – 5:54
4. Jack Straw (Weir, Hunter) – 5:28

#### Disque 3
1. He's Gone > (Garcia, Hunter) – 14:55
2. U.S. Blues (Garcia, Hunter) – 5:55
3. Weather Report Suite > – 18:47
4. Jam > (Grateful Dead) – 9:35
5. Eyes of the World > (Garcia, Hunter) – 16:32
6. China Doll (Garcia, Hunter) – 6:33
7. One More Saturday Night (Weir) – 5:21

## Volume 18
Dave's Picks Volume 18 (sortie le 1er avril 2016) retrace le concert donné le 17 juillet 1976 à l'Orpheum Theatre, de San Francisco, ainsi que de larges extraits du concert de la veille (*). Un disque bonus proposant des extraits des concerts donnés dans la même salle le 16 juillet 1976 a été proposé aux acheteurs du coffret en précommande. 16 500 exemplaires de ce coffret ont été mis en vente

### Musiciens
- Jerry Garcia, guitare, chant.
- Donna Jean Godchaux, chœurs.
- Keith Godchaux, claviers.
- Mickey Hart, Batterie.
- Bill Kreutzmann, batterie.
- Phil Lesh, basse, chant.
- Bob Weir, guitare, chant.

### Liste des titres

#### Disque 1
- Set 1 :

1. Promised Land (Chuck Berry) – 4:37
2. Mississippi Half-Step Uptown Toodeloo (Jerry Garcia, Robert Hunter) – 9:42
3. Mama Tried (Merle Haggard) – 3:04
4. Deal (Garcia, Hunter) – 5:03
5. New Minglewood Blues (traditional, arranged by Grateful Dead) – 4:58
6. Peggy-O (traditional, arranged by Grateful Dead) – 9:14
7. Big River (Johnny Cash) – 6:23
8. Sugaree (Garcia, Hunter) – 11:30
9. Johnny B. Goode (Berry) – 4:24

- Set 2 :

1. Samson and Delilah (traditional, arranged by Grateful Dead) – 7:41

#### Disque 2
1. Comes a Time > (Garcia, Hunter) – 16:00
2. Drums > (Mickey Hart, Bill Kreutzmann) – 1:39
3. The Other One > (Bob Weir, Kreutzmann) – 5:46
4. Space > (Garcia, Phil Lesh, Weir) – 10:00
5. Eyes of the World > (Garcia, Hunter) – 7:37
6. Jam > (Grateful Dead) – 7:21
7. The Other One > (Weir, Kreutzmann) – 3:36
8. Goin' Down the Road Feeling Bad > (traditional, arranged by Grateful Dead) – 7:10
9. One More Saturday Night (Weir) – 6:12
10. U.S. Blues (Garcia, Hunter) – 7:16

#### Disque 3
1. Not Fade Away (Norman Petty, Charles Hardin) – 14:26

- set 1 du concert du 16 juillet 1976 (extraits)

1. Big River (Cash) – 7:02 (*)
2. Brown-Eyed Women (Garcia, Hunter) – 5:50
3. Looks Like Rain (Weir, John Barlow) – 7:35
4. Peggy-O (traditional, arranged by Grateful Dead) – 9:19
5. The Music Never Stopped > (Weir, Barlow) – 5:53
6. Scarlet Begonias (Garcia, Hunter) – 10:56
7. U.S. Blues (Garcia, Hunter) – 6:33

#### Disque bonus
1. Playing in the Band > (Weir, Hart, Hunter) – 15:54
2. Cosmic Charlie (Garcia, Hunter) – 8:03
3. Spanish Jam > (Grateful Dead) – 9:08
4. Drums > (Hart, Kreutzmann) – 3:53
5. The Wheel > (Garcia, Hunter, Kreutzmann) – 6:35
6. Playing in the Band (Weir, Hart, Hunter) – 5:51
7. High Time (Garcia, Hunter) – 10:13
8. Sugar Magnolia (Weir, Hunter) – 9:50

## Volume 19
Dave's Picks Volume 19 retrace l'intégralité du concert du Grateful Dead donné le 23 janvier 1970 à l'Honolulu Civic Auditorium. Il comprend également des extraits du concerts de la veille. Ce coffret a fait l'objet d'un tirage unique de 16 500 exemplaires.

### Musiciens
- Tom Constantan, Claviers.
- Jerry Garcia, guitare, chant.
- Mickey Hart, Batterie.
- Bill Kreutzmann, batterie.
- Phil Lesh, basse, chant.
- Ron Mc Kernan, Chant, percussions, claviers (Fox Theatre).
- Bob Weir, guitare, chant.

### Liste des titres
Les disques un et deux comprennent l'intégralité du concert du 23 janvier, le disque 3 comprend des extraits du concert du 24 janvier.

#### Disque 1
1. China Cat Sunflower > (Jerry Garcia, Robert Hunter) – 4:35
2. I Know You Rider > (traditional, arranged by Grateful Dead) – 6:11
3. Black Peter (Garcia, Hunter) – 8:36
4. The Yellow Dog Story (Bob Weir) – 3:14
5. Hard to Handle (Otis Redding, Alvertis Isbell, Allen Jones) – 5:41
6. Mama Tried (Merle Haggard) – 3:10
7. Casey Jones (Garcia, Hunter) – 1:22
8. Dire Wolf (Garcia, Hunter) – 4:27
9. Good Lovin'  (Rudy Clark, Arthur Resnick) – 10:00
10. That's It for the Other One (Jerry Garcia, Mickey Hart, Bob Weir, Robert Hunter) – 21:57

#### Disque 2
1. Dark Star > (Garcia, Hart, Kreutzmann, Phil Lesh, Ron McKernan, Weir, Hunter) – 18:45
2. St. Stephen (Garcia, Lesh, Hunter) – 5:02
3. Turn On Your Lovelight (Joseph Scott, Deadric Malone) – 38:09

#### Disque 3
1. Cumberland Blues (Garcia, Lesh, Hunter) – 5:37
2. Cold Rain and Snow (traditional, arranged by Grateful Dead) – 5:36
3. Me and My Uncle (John Phillips) – 3:32
4. I'm a King Bee (James Moore) – 6:25
5. Mason's Children (Garcia, Weir, Lesh, Hunter) – 6:47 [a]
6. Black Peter (Garcia, Hunter) – 9:41
7. Good Lovin'  (Clark, Resnick) – 6:23
8. Feedback > (Grateful Dead) – 1:23
9. And We Bid You Goodnight (traditional, arranged by Grateful Dead) – 4:25
10. Dancing in the Street (William "Mickey" Stevenson, Marvin Gaye, Ivy Jo Hunter) – 9:18

## Volume 20
Dave's Picks Volume 20 retrace l'intégralité du concert du Grateful Dead donné au CU Events Center de Boulder le 9 décembre 1981. Ce coffret est le premier de la série retraçant un concert des années 1980. Ce coffret a fait l'objet d'un tirage unique de 16 500 exemplaires.

### Musiciens
- Jerry Garcia, guitare, chant.
- Mickey Hart, Batterie.
- Bill Kreutzmann, batterie.
- Phil Lesh, basse, chant.
- Brent Mydland, Claviers, chant.
- Bob Weir, guitare, chant.

### Liste des Titres

#### Disque 1
- Set 1 :

1. Cold Rain and Snow (traditional, arranged by Grateful Dead) – 6:38
2. Jack Straw (Bob Weir, Robert Hunter) – 6:26
3. Friend of the Devil > (Jerry Garcia, John Dawson, Hunter) – 8:10
4. Little Red Rooster (Willie Dixon) – 8:48
5. Bird Song (Garcia, Hunter) – 9:01
6. Mama Tried > (Merle Haggard) – 3:10
7. Mexicali Blues (Weir, John Perry Barlow) – 5:15
8. Candyman (Garcia, Hunter) – 6:11
9. Cassidy (Weir, Barlow) – 6:16
10. Looks Like Rain (Weir, Barlow) – 8:11

#### Disque 2
- Set 1:

1. China Cat Sunflower > (Garcia, Hunter) – 6:01
2. I Know You Rider (traditional, arranged by Grateful Dead) – 6:31

set 2:
1. Scarlet Begonias (Garcia, Hunter) – 10:27
2. Fire on the Mountain (Mickey Hart, Hunter) – 8:44
3. Estimated Prophet > (Weir, Barlow) – 10:31
4. He's Gone > (Garcia, Hunter) – 14:53
5. Space (Garcia, Phil Lesh, Weir) – 9:37

#### Disque 3
1. The Other One > (Weir, Bill Kreutzmann) – 7:40
2. Stella Blue > (Garcia, Hunter) – 9:31
3. Around and Around > (Chuck Berry) – 3:40
4. Good Lovin' (Rudy Clark, Arthur Resnick) – 9:23
5. U.S. Blues > (Garcia, Hunter) – 4:59

1. (I Can't Get No) Satisfaction (Mick Jagger, Keith Richards) – 6:31

## Volume 21
Dave's Picks Volume 21 retrace le concert donné par le Grateful Dead le 2 avril 1973 au Boston Garden, une salle de concert de Boston. 16 500 exemplaires de ce coffret de trois CD ont été publiés.

### Musiciens
- Jerry Garcia, guitare, chant.
- Donna Jean Godchaux, chœurs.
- Keith Godchaux, claviers.
- Bill Kreutzmann, batterie.
- Phil Lesh, basse, chant.
- Bob Weir, guitare, chant.

### Liste des Titres

#### Disque 1
- Set 1 :

1. Promised Land (Berry) – 3:38
2. Deal  (Garcia, Hunter) – 4:43
3. Mexicali Blues (Weir, Barlow) – 3:42
4. Brown-Eyed Women (Garcia, Hunter) – 5:47
5. Beat It On Down the Line (Jesse Fuller) – 3:37
6. Row Jimmy (Garcia, Hunter) – 8:25
7. Looks Like Rain (Weir, Barlow)– 7:51
8. Wave That Flag (Garcia, Hunter) – 5:49
9. Box of Rain (Lesh, Hunter) – 5:19
10. Big River (Johnny Cash) – 4:37
11. China Cat Sunflower>  (Garcia, Hunter) – 7:13
12. I Know You Rider (traditional arr. Grateful Dead)– 5:45
13. You Ain't Woman Enough (Loretta Lynn) – 3:13
14. Jack Straw (Weir, Hunter) – 4:46

#### Disque 2
1. Don't Ease Me In (traditional, arranged by Grateful Dead) – 4:06
2. Playing in the Band (Hart, Hunter, Weir) – 17:31

- Set 2 :

1. Ramble On Rose (Garcia, Hunter) – 6:39
2. Me and My Uncle (Phillips) – 3:23
3. Mississippi Half-Step Uptown Toodeloo (Garcia, Hunter) – 7:12
4. Greatest Story Ever Told (Bob Weir, Mickey Hart, Robert Hunter) – 5:25
5. Loose Lucy (Garcia, Hunter) – 7:07
6. El Paso (Marty Robbins) – 4:29
7. Stella Blue (Garcia, Hunter) – 7:48
8. Around and Around (Chuck Berry) – 4:42

#### Disque 3
1. Here Comes Sunshine> (Garcia, Hunter) – 9:20
2. Jam > (Grateful Dead) – 11:08
3. Me and Bobby McGee (Kristofferson, Foster) – 6:07
4. Weather Report Suite Prelude > (Weir) – 3:12
5. Eyes of the World> (Garcia, Hunter) – 15:58
6. China Doll  (Garcia, Hunter) – 6:12
7. Sugar Magnolia (Weir, Hunter) – 8:59
8. Casey Jones (Garcia, Hunter) – 7:26
9. Johnny B. Goode (Berry)  – 3:38
10. And We Bid You Goodnight (traditional, arranged by Grateful Dead) – 2:12

## Volume 22
Dave's Picks Volume 22 retrace le concert donné par le Grateful Dead à New York, au Felt Forum, le 7 décembre 1971, sur les deux premiers disques; le troisième contient de larges extraites du concert donné la veille dans la même salle. 16 500 exemplaires de ce coffret de trois CD ont été mis en vente ; un disc bonus, comprenant des extraits du concert de la veille, est joint pour les acheteurs en précommande.

### Musiciens
- Jerry Garcia, guitare, chant.
- Donna Jean Godchaux, chœurs.
- Keith Godchaux, Piano.
- Bill Kreutzmann, batterie
- Phil Lesh, basse, chant.
- Ron McKernan, Claviers, chant
- Bob Weir, guitare, chant.

### Liste des Titres

#### Disque 1
- Set 1 :

1. Cold Rain and Snow (traditional, arranged by Grateful Dead) – 6:30
2. Beat It On Down the Line (Jesse Fuller) – 3:38
3. Mr. Charlie (McKernan, Hunter) – 4:11
4. Sugaree (Jerry Garcia, Hunter) – 7:56
5. Jack Straw (Bob Weir, Hunter) – 5:24
6. Next Time You See Me (Harvey, Forest) – 5:28
7. Tennessee Jed (Garcia, Hunter) – 7:37
8. El Paso (Robbins) – 4:30
9. Brokedown Palace (Garcia, Hunter) – 6:15
10. Run Rudolph Run (Chuck Berry) – 3:43
11. You Win Again (Hank Williams) – 4:09
12. Cumberland Blues (Garcia, Phil Lesh, Hunter) – 5:52
13. Casey Jones (Garcia, Hunter) – 5:52

- Set 2 :

1. Sugar Magnolia (Weir, Hunter) – 6:35

#### Disque 2
1. Ramble On Rose (Garcia, Hunter) – 6:49
2. Big Boss Man (Al Smith, Luther Dixon) – 5:43
3. Mexicali Blues (Weir, Barlow) – 3:46
4. Brown-Eyed Women (Garcia, Hunter) – 5:01
5. Me and My Uncle (John Phillips) – 3:15
6. Smokestack Lightning (Chester Burnett) – 12:43
7. Deal (Garcia, Hunter) – 6:02
8. Truckin'  (Garcia, Lesh, Weir, Hunter) – 9:03
9. Not Fade Away> (Petty, Hardin) – 6:18
10. Going Down the Road Feelin' Bad> (traditional, arranged by Grateful Dead) – 8:26
11. Not Fade Away (Petty, Hardin) – 4:01

- Rappel :

1. One More Saturday Night (Weir) – 4:56

#### Disque 3
1. Big Railroad Blues (Noah Lewis, arranged by Grateful Dead) – 4:47
2. Me and My Uncle (Phillips) – 3:16
3. Ramble On Rose (Garcia, Hunter) – 7:09
4. Playing in the Band (Weir, Mickey Hart, Hunter) – 6:32
5. Cryptical Envelopment> (Garcia) – 1:57
6. Drums>  (Kreutzmann)– 2:17
7. The Other One>  (Weir, Kreutzmann) – 7:39
8. Me and Bobby McGee>  (Kristofferson, Foster) – 6:00
9. The Other One>  (Weir) – 13:50
10. Wharf Rat (Garcia, Hunter) – 11:44
11. One More Saturday Night (Weir) – 5:58
12. Uncle John's Band (Garcia, Hunter) – 6:13

#### Disque bonus
Un Disque bonus, en édition limitée, a été joint à l'album. Il reprend des titres du concert du 6 décembre 1971.
1. Truckin'  (Garcia, Lesh, Weir, Hunter) – 9:57
2. Loser (Garcia, Hunter) – 7:31
3. Mr. Charlie (McKernan, Hunter) – 4:23
4. Jack Straw (Weir, Hunter) – 5:14
5. China Cat Sunflower>  (Garcia, Hunter) – 4:56
6. I Know You Rider (traditional, arranged by Grateful Dead) – 5:04
7. Tennessee Jed (Garcia, Hunter) – 7:25
8. Mexicali Blues (Weir, Barlow) – 3:46
9. Black Peter (Garcia, Hunter) – 9:38
10. Casey Jones (Garcia, Hunter) – 6:01

## Volume 23
Dave's Picks Volume 23 retrace le concert donné par le Grateful Dead au Mc Arthur Court, université de l'Oregon, le 22 janvier 1978. 16 500 exemplaires de ce coffret de trois CD ont été mis en vente en ligne.

### Musiciens
- Jerry Garcia, guitare, chant.
- Donna Jean Godchaux, chœurs.
- Keith Godchaux, claviers.
- Mickey Hart, Batterie.
- Bill Kreutzmann, batterie.
- Phil Lesh, basse, chant.
- Bob Weir, guitare, chant.

### Liste des Titres

#### Disque 1
1. New minglewood Blues (trad. arr. Grateful Dead) – 6:20
2. Dire Wolf (Garcia, Hunter) – 4:35
3. Cassidy (Weir, Barlow) – 5:08
4. Peggy-O (trad. arr. Grateful Dead) – 7:23
5. El Paso (Marty Robbins)– 5:21
6. Tennessee Jed (Garcia, Hunter) – 9:06
7. Jack Straw (Weir, Hunter) – 6:08
8. Row Jimmy (Garcia, Hunter) – 10:37
9. The Music never Stopped (Weir, Barlow) – [:08

#### Disque 2
1. Bertha > (Garcia, Hunter) – 6:52
2. Good lovin’  (Clark, Resnick) – 6:26
3. Ship Of Fools (Garcia, Hunter) – 7:33
4. Samson And Delilah (trad. arr. Grateful Dead) – 7:48

#### Disque 3
1. Terrapin Station > (Garcia, Hunter) – 11:08
2. Drums> (Hart, Kreutzmann) 7:51
3. The Other One> (Weir, Kreutzmann) – 6:57
4. Space > (Garcia, Godchaux, Lesh, Weir) – 3:52
5. St. Stephen > – (Garcia, Hunter) – 7:39
6. Not Fade Away > (Holly, Petty) – 14:09
7. Around And Around (Berry) – 8:57
8. U.s. Blues (Garcia, Hunter) – 5:53
9. Uncle John's Band (Garcia, Hunter) – 6:13

## Volume 24
Dave's Picks Volume 24 retrace le concert donné par le Grateful Dead au Berkeley Community Theatre, université de Berkeley, le 25 août 1972. 16 500 exemplaires de ce coffret de trois CD ont été mis en vente en ligne.

### Musiciens
- Jerry Garcia, guitare, chant.
- Donna Jean Godchaux, chœurs.
- Keith Godchaux, claviers.
- Bill Kreutzmann, batterie.
- Phil Lesh, basse, chant.
- Bob Weir, guitare, chant.

### Liste des Titres

#### Disque 1
- Set 1 :

1. Cold Rain and Snow (traditional, arranged by Grateful Dead) – 7:46
2. Black-Throated Wind (Bob Weir, John Barlow) – 6:19
3. He's Gone (Jerry Garcia, Robert Hunter) – 10:16
4. Beat It On Down the Line (Jesse Fuller)– 3:26 [a]
5. Loser (Garcia, Hunter) – 8:29
6. El Paso (Marty Robbins) – 4:56 [b]
7. Black Peter (Garcia, Hunter) – 9:12
8. Jack Straw (Weir, Hunter) – 5:01

#### Disque 2
1. Friend of the Devil (Garcia, John Dawson, Hunter) – 4:10
2. Promised Land (Chuck Berry) – 3:37
3. Bird Song (Garcia, Hunter) – 11:25
4. Playing in the Band (Weir, Mickey Hart, Hunter) – 16:48
5. Bertha (Garcia, Hunter) – 6:40

#### Disque 3
- Set 2 :

1. Truckin'  > (Garcia, Phil Lesh, Weir, Hunter) – 16:02
2. The Other One > (Weir, Bill Kreutzmann) – 28:03
3. Stella Blue (Garcia, Hunter) – 9:03
4. One More Saturday Night (Weir) – 5:46

Rappel:
1. Sugar Magnolia (Weir, Hunter) – 7:57

## Volume 23
Dave's Picks Volume 25 retrace le concert donné par le Grateful Dead au Broome County Veterans Memorial Arena, le 6 novembre 1977. 18 000 exemplaires de ce coffret de trois CD ont été mis en vente en ligne.

### Musiciens
- Jerry Garcia, guitare, chant.
- Donna Jean Godchaux, chœurs.
- Keith Godchaux, claviers.
- Mickey Hart, Batterie.
- Bill Kreutzmann, batterie.
- Phil Lesh, basse, chant.
- Bob Weir, guitare, chant.

### Liste des Titres

#### Disque 1
- Set 1 :

1. Mississippi Half-Step Uptown Toodeloo (Jerry Garcia, Robert Hunter) – 12:22
2. Jack Straw (Bob Weir, Hunter) – 7:18
3. Tennessee Jed (Garcia, Hunter) – 9:24
4. Mexicali Blues >  (Weir, John Perry Barlow) – 3:19
5. Me and My Uncle (John Phillips) – 3:30
6. Friend of the Devil (Garcia, Hunter) – 9:38
7. New Minglewood Blues (traditional, arranged by Grateful Dead) – 5:34
8. Dupree's Diamond Blues (Garcia, Hunter) – 6:11
9. Passenger (Phil Lesh, Peter Monk) – 4:43
10. Dire Wolf (Garcia, Hunter) – 5:18
11. The Music Never Stopped (Weir, Barlow) – 8:05

#### Disque 2
- Set 2 :

1. Samson and Delilah (traditional, arranged by Grateful Dead) – 9:10
2. Sunrise (Donna Jean Godchaux) – 4:45
3. Scarlet Begonias >  (Garcia, Hunter) – 10:46
4. Fire on the Mountain >  (Mickey Hart, Hunter) – 9:36
5. Good Lovin'  (Rudy Clark, Artie Resnick) – 7:09

#### Disque 3
1. St. Stephen >  (Garcia, Lesh, Hunter) – 7:55
2. Drums >  (Hart, Bill Kreutzmann) – 2:48
3. Not Fade Away > (Buddy Holly, Norman Petty) – 9:44
4. Wharf Rat >  (Garcia, Hunter) – 11:09
5. St. Stephen >  (Garcia, Lesh, Hunter) – 1:04
6. Truckin'  (Garcia, Weir, Lesh, Hunter) – 11:32

Rappel :
1. Johnny B. Goode (Chuck Berry) – 5:09

## Volume 26
Dave's Picks Volume 26 retrace le concert donné par le Grateful Dead au Albuquerque Civic Auditorium, le 17 novembre 1971. 18 000 exemplaires de ce coffret de trois CD ont été mis en vente en ligne. Le disque trois et le disque bonus contiennent des extraits du concert du 14 décembre suivant au Hill Auditorium de Ann Harbor.

### Musiciens
- Jerry Garcia, guitare, chant.
- Keith Godchaux, claviers.
- Bill Kreutzmann, batterie
- Phil Lesh, basse, chant.
- Ron Mc Kernan, Chant, percussions, claviers (14 décembre 1971).
- Bob Weir, guitare, chant.

### Liste des titres

#### Disque 1
Set 1 :
1. Truckin'  (Jerry Garcia, Phil Lesh, Bob Weir, Robert Hunter) – 9:39
2. Sugaree (Garcia, Hunter) – 7:58
3. Beat It On Down the Line (Jesse Fuller) – 3:27
4. Tennessee Jed (Garcia, Hunter) – 6:52
5. El Paso (Marty Robbins) – 5:10
6. Big Railroad Blues (Noah Lewis, arranged by Grateful Dead) – 4:06
7. Jack Straw (Weir, Hunter) – 5:12
8. Deal (Garcia, Hunter) – 5:20
9. Playing in the Band (Weir, Mickey Hart, Hunter) – 6:56
10. Cumberland Blues (Garcia, Lesh, Hunter) – 5:41
11. Me and Bobby McGee (Chris Kristofferson, Fred Foster) – 6:10
12. You Win Again (Hank Williams) – 3:18
13. Mexicali Blues (Weir, John Perry Barlow) – 3:24
14. Casey Jones (Garcia, Hunter) – 5:46

#### Disque 2
Set 1 :
1. One More Saturday Night (Weir) – 4:39

Set 2 :
1. Ramble On Rose (Garcia, Hunter) – 6:52
2. Sugar Magnolia > (Weir, Hunter) – 7:26
3. Cryptical Envelopment > (Garcia) – 1:59
4. Drums > (Bill Kreutzmann) – 3:35
5. The Other One > (Weir, Kreutzmann) – 10:46
6. Me and My Uncle > (John Phillips) – 3:08
7. The Other One > (Weir, Kreutzmann) – 9:09
8. Wharf Rat (Garcia, Hunter) – 8:34
9. Not Fade Away > (Buddy Holly, Norman Petty) – 8:12
10. Goin' Down the Road Feeling Bad > (traditional, arranged by Grateful Dead) – 7:44
11. Not Fade Away (Holly, Petty) – 3:10

#### Disque 3
1. Truckin'  (Garcia, Lesh, Weir, Hunter) – 8:49
2. Sugaree (Garcia, Hunter) – 7:05
3. Mr. Charlie (Ron "Pigpen" McKernan, Hunter) – 4:07
4. Beat It On Down the Line (Fuller) – 3:14
5. Loser (Garcia, Hunter) – 6:25
6. Next Time You See Me (Bill Harvey, Earl Forest) – 4:36
7. El Paso (Robbins) – 4:45
8. Big Railroad Blues (Lewis, arranged by Grateful Dead) – 4:32
9. Me and My Uncle (Phillips) – 3:10
10. Run Rudolph Run (Johnny Marks, Marvin Brodie) – 3:28
11. Big Boss Man (Al Smith, Luther Dixon) – 6:52
12. You Win Again (Williams) – 3:41 [a]
13. Not Fade Away > (Holly, Petty) – 7:47
14. Goin' Down the Road Feeling Bad > (traditional, arranged by Grateful Dead) – 7:42
15. Not Fade Away (Holly, Petty) – 2:47

#### Disque bonus
1. Jack Straw (Weir, Hunter) – 5:07
2. Tennessee Jed (Garcia, Hunter) – 7:23
3. Black Peter (Garcia, Hunter) – 9:07
4. Playing in the Band (Weir, Hart, Hunter) – 7:03
5. Casey Jones (Garcia, Hunter) – 6:13
6. Mexicali Blues (Weir, Barlow) – 3:34
7. Cryptical Envelopment > (Garcia) – 1:55
8. Drums > (Kreutzmann) – 3:38
9. The Other One > (Weir, Kreutzmann) – 18:32
10. Wharf Rat (Garcia, Hunter) – 9:07
11. Sugar Magnolia (Weir, Hunter) – 7:20

## Volume 27
Dave's Picks Volume 27 retrace le concert donné par le Grateful Dead au Boise State University Pavilion, le 2 septembre 1983. 18 000 exemplaires de ce coffret de trois CD ont été mis en vente en ligne.

### Musiciens
- Jerry Garcia, guitare, chant.
- Mickey Hart, Batterie.
- Bill Kreutzmann, batterie.
- Phil Lesh, basse, chant.
- Brent Mydland, Claviers, chant.
- Bob Weir, guitare, chant.

### Liste des Titres

#### Disque 1
- Set 1 :

1. Wang Dang Doodle > (Willie Dixon)
2. Jack Straw (Bob Weir, Robert Hunter)
3. They Love Each Other (Jerry Garcia, Hunter)
4. Mama Tried > (Merle Haggard)
5. Big River (Johnny Cash)
6. Brown-Eyed Women (Garcia, Hunter)
7. New Minglewood Blues (traditional, arranged by Grateful Dead)
8. Big Railroad Blues (Noah Lewis)
9. Looks Like Rain > (Weir, John Perry Barlow)
10. Deal" (Garcia, Hunter)

#### Disque 2
- Set 2 :

1. Help on the Way > (Garcia, Hunter)
2. Slipknot! > (Garcia, Keith Godchaux, Bill Kreutzmann, Phil Lesh, Weir)
3. Franklin's Tower (Garcia, Hunter)
4. Estimated Prophet > (Weir, Barlow)
5. Eyes of the World > (Garcia, Hunter)
6. Jam > (Garcia, Lesh, Brent Mydland, Weir)
7. Drums > (Mickey Hart, Kreutzmann)

#### Disque 3
1. Space > (Garcia, Lesh, Mydland, Weir)
2. Throwing Stones > (Weir, Barlow)
3. Goin' Down the Road Feeling Bad > (traditional, arranged by Grateful Dead)
4. Black Peter > (Garcia, Hunter)
5. Sugar Magnolia (Weir, Hunter)
6. It's All Over Now, Baby Blue (Bob Dylan)

## Volume 28
Dave's Picks Volume 28 retrace l'intégralité du concert du Grateful Dead donné au Capitol theater de Passaic dans le New Jersey le 17 juin 1976. 18 000 exemplaires de ce coffret de trois CD ont été mis en vente en ligne.

### Musiciens
- Jerry Garcia, guitare, chant.
- Donna Jean Godchaux, chœurs.
- Keith Godchaux, claviers.
- Mickey Hart, Batterie.
- Bill Kreutzmann, batterie.
- Phil Lesh, basse, chant.
- Bob Weir, guitare, chant.

### Liste des Titres

#### Disque 1
- set 1

1. Cold Rain and Snow (traditional, arranged by Grateful Dead) – 7:17
2. Big River (Johnny Cash) – 6:43
3. They Love Each Other (Jerry Garcia, Robert Hunter) – 7:37
4. Cassidy (Bob Weir, John Perry Barlow) – 4:55
5. Tennessee Jed (Garcia, Hunter) – 10:08
6. Looks Like Rain > (Weir, Barlow) – 8:34
7. Row Jimmy (Garcia, Hunter) – 10:12
8. The Music Never Stopped (Weir, Barlow) – 6:29
9. Scarlet Begonias (Garcia, Hunter) – 11:06
10. Promised Land (Chuck Berry) – 3:59

#### Disque 2
- set 2

1. Help on the Way > (Garcia, Hunter) – 5:35
2. Slipknot! > (Garcia, Godchaux, Kreutzmann, Lesh, Weir) – 8:02
3. Franklin's Tower (Garcia, Kreutzmann, Hunter) – 11:10
4. Dancing in the Street (Marvin Gaye, Ivy Jo Hunter, William "Mickey" Stevenson) – 11:47
5. Samson and Delilah (traditional, arranged by Grateful Dead) – 6:17
6. Ship Of Fools (Garcia, Hunter) – 7:41

#### Disque 3
1. Lazy Lightning (Weir, Barlow) – 3:02
2. Supplication (Weir, Barlow) – 5:15
3. Friend of the Devil (Garcia, Hunter) – 8:54
4. Let It Grow > (Weir, Barlow) – 6:12
5. Drums > (Mickey Hart, Kreutzmann) – 2:38
6. Let It Grow > (Weir, Barlow) – 2:31
7. Wharf Rat > (Garcia, Hunter) – 11:20
8. Around and Around (Berry) – 7:22

23 juin 1976 – Tower Theatre, Upper Darby, Pennsylvanie :
1. Sugaree (Garcia, Hunter) – 9:09

28 juin 1976 – Auditorium Theatre, Chicago, Illinois :
1. High Time (Garcia, Hunter) – 9:17

## Volume 29
Dave's Picks Volume 29 retrace l'intégralité du concert du Grateful Dead donné au Swing Auditorium de San Bernardino, en Californie  le 26 février 1977. Cet album contient les premières versions officielles des titres Terrapin Station et Estimated Prophet enregistrés en public. 20 000 exemplaires de ce coffret de trois CD ont été mis en vente.

### Musiciens
- Jerry Garcia, guitare, chant.
- Donna Jean Godchaux, chœurs.
- Keith Godchaux, claviers.
- Mickey Hart, Batterie.
- Bill Kreutzmann, batterie.
- Phil Lesh, basse, chant.
- Bob Weir, guitare, chant.

### Liste des Titres

#### Disque 1
- set 1

1. Terrapin Station (Garcia, Hunter) – 12:25
2. New Minglewood Blues (traditional, arranged by Grateful Dead) – 5:27
3. They Love Each Other (Garcia, Hunter) – 7:12
4. Estimated Prophet (Weir, Barlow) – 7:46
5. Sugaree (Garcia, Hunter) – 11:44
6. Mama Tried > (Merle Haggard) – 3:04
7. Deal (Garcia, Hunter) – 6:07
8. Playing in the Band > (Weir, Hart, Hunter) – 13:46
9. The Wheel > (Garcia, Kreutzmann, Hunter) – 5:29
10. Playing in the Band (Weir, Hart, Hunter) – 5:10

#### Disque 2
- set 2

1. Samson and Delilah (traditional, arranged by Weir) – 7:23
2. Tennessee Jed (Garcia, Hunter) – 9:12
3. The Music Never Stopped (Weir, Barlow) – 6:58
4. Help on the Way > (Garcia, Hunter) – 5:44
5. Slipknot! > (Garcia, Godchaux, Kreutzmann, Lesh, Weir) – 7:31
6. Franklin's Tower (Garcia, Hunter, Kreutzmann) – 13:37
7. Promised Land (Chuck Berry) – 5:03

#### Disque 3
1. Eyes of the World > (Garcia, Hunter) – 12:09
2. Dancing in the Street > (William "Mickey" Stevenson, Marvin Gaye, Ivy Jo Hunter) – 9:46
3. Around and Around (Chuck Berry) – 7:50
4. U.S. Blues (Garcia, Hunter) – 6:17

- 27 février 1977 Robertson Gym, Université de Californie, Santa Barbara

1. Morning Dew > (Bonnie Dobson, Tim Rose) – 13:58
2. Sugar Magnolia (Weir, Hunter) – 9:45
3. Johnny B. Goode (Chuck Berry) – 4:23

## Volume 30
Dave's Picks Volume 30 retrace l'intégralité du concert du Grateful Dead au Fillmore East de New York le 2 janvier 1970. Un disc bonus comportant des extraits du concert donné le lendemain dans la même salle, réservé pour les premiers souscripteurs est joint au coffret. 20 000 exemplaires de ce coffret de trois CD ont été mis en vente.

### Musiciens
- Tom Constanten, Claviers.
- Jerry Garcia, guitare, chant.
- Mickey Hart, Batterie.
- Bill Kreutzmann, batterie.
- Phil Lesh, basse, chant.
- Ron Mc Kernan, Chant, percussions, claviers (Fox Theatre).
- Bob Weir, guitare, chant.

### Liste des Titres

#### Disque 1
- 2 janvier 1970 : set 1

1. Mason's Children (Jerry Garcia, Bob Weir, Phil Lesh, Robert Hunter) – 6:12 [a]
2. Casey Jones (Garcia, Hunter) – 4:28
3. Black Peter (Garcia, Hunter) – 12:21
4. Mama Tried (Merle Haggard) – 2:29
5. Hard to Handle (Otis Redding, Al Bell, Allen Jones) – 5:02
6. Cumberland Blues (Garcia, Lesh, Hunter) – 5:42
7. That's It for the Other One> – 18:19
8. Cosmic Charlie (Garcia, Hunter) – 7:06

- set 2

1. Uncle John's Band (Garcia, Hunter) – 7:24
2. High Time (Gracia, Hunter) – 7:22

#### Disque 2
1. Dire Wolf (Garcia, Hunter) – 4:43
2. Easy Wind (Hunter) – 7:49
3. China Cat Sunflower> (Garcia, Hunter) – 4:47
4. I Know You Rider (traditional, arranged by Grateful Dead) – 4:12
5. Good Lovin'  (Rudy Clark, Artie Resnick) – 7:24
6. Me and My Uncle (John Phillips) – 4:33
7. Monkey and the Engineer (Jesse Fuller) – 1:54

- 3 janvier 1970 :

1. Morning Dew (Bonnie Dobson, Tim Rose) – 10:00
2. Big Boss Man (Al Smith, Luther Dixon) – 4:24
3. Dancing in the Street (William "Mickey" Stevenson, Marvin Gaye, Ivy Jo Hunter) – 10:50
4. St. Stephen> (Garcia, Lesh, Hunter) – 6:14
5. In the Midnight Hour (Steve Cropper, Wilson Pickett) – 9:31

#### Disque 3
1. Dark Star> (Garcia, Hart, Kreutzmann, Lesh, Ron "Pigpen" McKernan, Weir, Hunter) – 32:12
2. St. Stephen> (Garcia, Lesh, Hunter) – 9:16
3. The Eleven> (Lesh, Hunter) – 10:28
4. Turn On Your Lovelight (Joe Scott, Deadric Malone) – 22:50

#### Disque bonus
- 3 janvier 1970 :

1. Cold Rain and Snow (traditional, arranged by Grateful Dead) – 6:07
2. Alligator > (Lesh, McKernan, Hunter) – 4:00
3. Drums > (Hart, Kreutzmann) – 1:59
4. Alligator > (Lesh, McKernan, Hunter) – 12:07
5. Feedback (Grateful Dead) – 6:37
6. Casey Jones (Garcia, Hunter) – 4:59
7. Mason's Children (Garcia, Weir, Lesh, Hunter) – 5:39
8. That's It for the Other One> – 21:57
9. Cosmic Charlie (Garcia, Hunter) – 7:46
10. Uncle John's Band (Garcia, Hunter) – 6:58

## Volume 31
Dave's Picks Volume 31 retrace l'intégralité du concert du Grateful Dead à l'Uptown Theatre de Chicago le 3 décembre 1979. 20 000 exemplaires de ce coffret de trois CD ont été mis en vente.

### Musiciens
- Jerry Garcia, guitare, chant.
- Mickey Hart, Batterie.
- Bill Kreutzmann, batterie.
- Phil Lesh, basse, chant.
- Brent Mydland, Claviers, chant.
- Bob Weir, guitare, chant.

### Liste des Titres

#### Disque 1
- Set 1 :

1. Alabama Getaway> (Jerry Garcia, Robert Hunter) – 7:05
2. Promised Land (Chuck Berry) – 4:35
3. Brown-Eyed Women (Garcia, Hunter) – 5:48
4. El Paso (Marty Robbins) – 4:26
5. Ramble On Rose (Garcia, Hunter) – 7:44
6. It's All Over Now (Bobby Womack, Shirley Womack) – 8:58
7. Jack-a-Roe (traditional, arranged by Grateful Dead) – 5:39
8. Lazy Lightning> (Bob Weir, John Perry Barlow) – 3:16
9. Supplication (Weir, Barlow) – 5:25
10. Althea (Garcia, Hunter) – 11;33
11. The Music Never Stopped (Weir, Barlow) – 8:17

#### Disque 2
- Set 2 :

1. Scarlet Begonias> (Garcia, Hunter) – 11:42
2. Fire on the Mountain (Mickey Hart, Hunter) – 15:28
3. Samson and Delilah (traditional, arranged by Grateful Dead) – 7:45
4. Terrapin Station> (Garcia, Hunter) – 14:11
5. Playing in the Band>(Weir, Hart, Hunter) – 11:20
6. Drums> (Hart, Bill Kreutzmann) – 10:02

#### Disque 3
1. Space> (Garcia, Phil Lesh, Weir) – 2:27
2. Lost Sailor> (Weir, Barlow) – 7:06
3. Saint of Circumstance>(Weir, Barlow) – 6:11
4. Wharf Rat> (Garcia, Hunter) – 11:05
5. Truckin'  (Garcia, Lesh, Weir, Hunter) – 9:33
6. Johnny B. Goode (Berry) – 4:49

- Uptown Theatre – 4 décembre 1979 :

1. Estimated Prophet> (Weir, Barlow) – 12:01
2. Franklin's Tower> (Garcia, Kreutzmann, Hunter) – 10:12
3. Jam (Grateful Dead) – 10:27

## Volume 32
Dave's Picks Volume 32 retrace l'intégralité du concert du Grateful Dead au The Spectrum de Philadelphie le 24 mars 1973. 20 000 exemplaires de ce coffret de trois CD ont été mis en vente.

### Musiciens
- Jerry Garcia, guitare, chant.
- Donna Jean Godchaux, chœurs.
- Keith Godchaux, claviers.
- Bill Kreutzmann, batterie.
- Phil Lesh, basse, chant.
- Bob Weir, guitare, chant.

### Liste des Titres

#### Disque 1
- Set 1 :

1. Bertha (Jerry Garcia, Robert Hunter) – 6:23
2. Beat It On Down the Line (Jesse Fuller) – 3:40
3. Don't Ease Me In (traditional, arranged by Grateful Dead) – 3:45
4. The Race Is On (Don Rollins) – 3:24
5. Cumberland Blues (Garcia, Phil Lesh, Hunter) – 6:26
6. Box of Rain (Lesh, Hunter) – 5:34
7. Row Jimmy (Garcia, Hunter) – 8:24
8. Jack Straw (Bob Weir, Hunter) – 5:16
9. They Love Each Other (Garcia, Hunter) – 6:00
10. Mexicali Blues (Weir, John Perry Barlow) – 3:58
11. Tennessee Jed (Garcia, Hunter) – 8:12
12. Looks Like Rain (Weir, Barlow) – 7:58
13. Wave That Flag (Garcia, Hunter) – 6:19
14. El Paso (Marty Robbins) – 4:19

#### Disque 2
1. Here Comes Sunshine (Garcia, Hunter) – 9:14
2. Me and Bobby McGee (Kris Kristofferson, Fred Foster) – 5:45
3. Loser (Garcia, Hunter) – 7:03
4. Playing in the Band (Weir, Mickey Hart, Hunter) – 19:23

- Set 2 :

1. Promised Land (Chuck Berry) – 3:22
2. China Cat Sunflower > (Garcia, Hunter) – 8:05
3. I Know You Rider (traditional, arranged by Grateful Dead) – 5:51
4. Big River (Johnny Cash) – 4:41
5. Stella Blue (Garcia, Hunter) – 7:44
6. Me and My Uncle (John Phillips) – 3:12

#### Disque 3
1. He's Gone > (Garcia, Hunter) – 13:52
2. Truckin'  > (Garcia, Lesh, Weir, Hunter) – 10:04
3. Jam > (Grateful Dead) – 22:30
4. Dark Star > (Garcia, Hart, Bill Kreutzmann, Lesh, Ron "Pigpen" McKernan, Weir, Hunter) – 4:10
5. Sing Me Back Home > (Merle Haggard) – 10:03
6. Sugar Magnolia (Weir, Hunter) – 9:43
7. Johnny B. Goode (Berry) – 3:55

## Volume 33
Dave's Picks volume 33 retrace l'intégralité du concert du Grateful Dead donné le 30 octobre 1977 à l'Evans Field House de l'université de Northern Illinois, à Dekalb, dans l'Illinois. Publié le 31 janvier 2020, ce coffret a été tiré à 22 000 exemplaires.

### Musiciens
- Jerry Garcia, guitare, chant.
- Donna Jean Godchaux, chœurs.
- Keith Godchaux, claviers.
- Mickey Hart, Batterie.
- Bill Kreutzmann, batterie.
- Phil Lesh, basse, chant.
- Bob Weir, guitare, chant.

### Liste des titres

#### Disque 1
- Set 1 :

1. Might as Well (Jerry Garcia, Robert Hunter) – 6:43
2. Jack Straw (Bob Weir, Hunter) – 6:23
3. Dire Wolf (Garcia, Hunter) – 4:11
4. Looks Like Rain (Weir, John Perry Barlow) – 8:52
5. Loser (Garcia, Hunter) – 7:50
6. El Paso" (Marty Robbins) – 4:48
7. Ramble On Rose (Garcia, Hunter) – 8:10
8. New Minglewood Blues (traditional, arranged by Grateful Dead) – 5:26
9. It Must Have Been the Roses (Hunter) – 7:33
10. Let It Grow (Weir, Barlow) – 12:41

#### Disque 2
- Set 2 :

1. Bertha> (Garcia, Hunter) – 8:21
2. Good Lovin'  (Rudy Clark, Artie Resnick) – 7:02
3. Friend of the Devil (Garcia, John Dawson, Hunter) – 9:31

#### Disque 3
1. Estimated Prophet> (Weir, Barlow)– 11:22
2. Eyes of the World> (Garcia, Hunter) – 13:10
3. Space> (Garcia, Phil Lesh, Weir) – 7:14
4. St. Stephen> (Garcia, Lesh, Hunter) – 11:12
5. Not Fade Away>(Norman Petty, Buddy Holly) – 7:37
6. Black Peter> (Garcia, Hunter) – 12:22
7. Sugar Magnolia (Weir, Hunter) – 10:06
8. One More Saturday Night (Weir) – 5:23

## Volume 34
Dave's Pick's volume 34 retrace l'intégralité du concert donné par le Grateful Dead le 23 juin 1974 au Jai-Alai Fronton de Miami en Floride. Publié le 1er mai 2020, ce coffret de trois CD a été publié à 22 000 exemplaires. Ce concert comprend la première version du morceau Seastones, pièce expérimentale composée par Phil Lesh et Ned Lagin, et la seule version du morceau de Chuck Berry, Let it rock, jouée par le Grateful Dead.

### Musiciens

#### Grateful Dead
- Jerry Garcia, guitare, chant.
- Donna Jean Godchaux, chœurs.
- Keith Godchaux, claviers.
- Bill Kreutzmann, batterie.
- Phil Lesh, basse, chant.
- Bob Weir, guitare, chant.

#### Musicien additionnel
- Ned Lagin, Claviers (set 2).

### Liste des Titres

#### Disque 1
- Set 1 :

1. Ramble On Rose (Jerry Garcia, Robert Hunter) – 7:30
2. Black-Throated Wind (Bob Weir, John Perry Barlow) – 9:20
3. Mississippi Half-Step Uptown Toodeloo (Garcia, Hunter) – 7:49
4. Beat It On Down the Line (Jesse Fuller) – 3:45
5. Row Jimmy (Garcia, Hunter) – 8:03
6. Jack Straw (Weir, Hunter) – 5:53
7. Let It Rock (Chuck Berry) – 3:39
8. Cumberland Blues (Garcia, Lesh, Hunter) – 6:49
9. El Paso (Marty Robbins) – 4:40
10. To Lay Me Down (Garcia, Hunter) – 8:02

#### Disque 2
1. Weather Report Suite>  (Weir, Eric Andersen, Hunter) (16:31)
2. China Doll (Garcia, Hunter) – 5:43

Set 2 :
1. Seastones (Ned Lagin, Lesh) – 9:45
2. Jam (Grateful Dead) – 4:04
3. Ship of Fools (Garcia, Hunter) – 6:14
4. Big River (Johnny Cash) – 5:19
5. Black Peter (Garcia, Hutner) – 9:22

#### Disque 3
1. Around and Around (Berry) – 6:06
2. Dark Star Jam> (Garcia, Mickey Hart, Bill Kreutzmann, Lesh, Ron "Pigpen" McKernan, Weir, Hunter) – 17:37
3. Spanish Jam> (Grateful Dead) – 4:22
4. U.S. Blues (Garcia, Hunter) – 8:50
5. Uncle John's Band (Garcia, Hunter) – 7:53
6. One More Saturday Night (Weir) – 6:00
7. Casey Jones (Garcia, Hunter) – 6:48

#### Disque Bonus
Un disque bonus, constitué d'extraits du concert donné la veille, est joint à l'album en 2020. Seuls les acheteurs ayant acheté en prévente annuelle les quatre coffrets de l'année 2020 en ont été bénéficiaires.
1. Playing in the Band (Weir, Hart, Hunter) – 28:56
2. China Cat Sunflower > (Garcia, Hunter) – 9:54
3. I Know You Rider (traditionnel, arrangé par le Grateful Dead) – 5:41
4. Eyes of the World > (Garcia, Hunter) – 15:11
5. Wharf Rat > (Garcia, Hunter) – 10:10
6. Sugar Magnolia (Weir, Hunter) – 8:48

## Volume 35
Dave's Picks Volume 35 reprend l'intégralité du concert donné le 20 avril 1984 au Philadelphia Civic Center. Les disques deux et trois comportent des extraits du concert donné la veille au même endroit. Ce coffret est le seul concert publié individuellement enregistré au cours de l'année 1984.
22 000 copies de ce coffret ont été réalisés.

### Musiciens
- Jerry Garcia, guitare, chant.
- Mickey Hart, Batterie.
- Bill Kreutzmann, batterie.
- Phil Lesh, basse, chant.
- Brent Mydland, Claviers, chant.
- Bob Weir, guitare, chant.

### Liste des titres

#### Disque 1
- Set 1 :

1. Feel Like a Stranger (Bob Weir, John Perry Barlow) – 10:02
2. Cold Rain and Snow (traditional, arranged by Grateful Dead) – 7:56
3. Beat It On Down the Line (Jesse Fuller) – 3:55
4. Cumberland Blues (Jerry Garcia, Phil Lesh, Robert Hunter) – 6:26
5. Little Red Rooster (Willie Dixon) – 10:04
6. Brown-Eyed Women (Garcia, Hunter) – 5:29
7. My Brother Esau (Weir, Barlow) – 7:00
8. It Must Have Been the Roses > (Hunter) – 5:52
9. Let It Grow (Weir, Barlow) – 15:24

#### Disque 2
- Set 2 :

1. Scarlet Begonias > (Garcia, Hunter) – 13:50
2. Fire on the Mountain > (Mickey Hart, Hunter) – 14:56
3. Samson and Delilah > (traditional, arranged by Grateful Dead) – 8:12
4. Drums > (Hart, Bill Kreutzmann) – 11:03
5. Space, part 1 (Garcia, Lesh, Weir) – 3:32

Concert du 19 avril 1984
1. The Wheel > (Garcia, Hunter, Kreutzmann) – 7:17
2. Wharf Rat > (Garcia, Hunter) – 11:26
3. Sugar Magnolia (Weir, Hunter) – 8:56

#### Disque 3
- Set 2 (suite):

1. Space, part 2 > (Garcia, Lesh, Weir) – 7:15
2. I Need a Miracle > (Weir, Barlow) – 6:30
3. Morning Dew > (Bonnie Dobson, Tim Rose) – 10:32
4. Around and Around > (Chuck Berry) – 3:41
5. Johnny B. Goode (Berry) – 4:43

Rappel
1. Keep Your Day Job (Garcia, Hunter) – 4:38

Concert du 19 avril 1984
1. China Cat Sunflower > (Garcia, Hunter) – 6:31
2. I Know You Rider (traditional, arranged by Grateful Dead) – 7:10
3. Estimated Prophet > (Weir, Barlow) – 14:22
4. Terrapin Station (Garcia, Hunter) – 13:38

## Volume 36
Dave's Picks Volume 36 reprend l'intégralité des deux concerts donnés les 26 et 27 mars 1987 au Hartford Civic Center de Hartford dans le Connecticut. Le concert du 26 mars est repris sur les disques un et deux, le concert du lendemain sur les disques 3 et 4.
Lors de sa publication, ce coffret est le seul de la série à comprendre quatre disques et deux concerts complets. 22 000 copies de ce coffret ont été réalisés.

### Musiciens
- Jerry Garcia, guitare, chant.
- Mickey Hart, Batterie.
- Bill Kreutzmann, batterie.
- Phil Lesh, basse, chant.
- Brent Mydland, Claviers, chant.
- Bob Weir, guitare, chant.

### Liste des titres

#### Disque 1
- Set 1 :

1. In the Midnight Hour (Steve Cropper, Wilson Pickett) – 4:36
2. Cold Rain and Snow (traditional, arranged by Grateful Dead) – 6:57
3. C.C. Rider (traditional, arranged by Grateful Dead) – 8:29
4. Row Jimmy (Jerry Garcia, Robert Hunter) – 11:29
5. My Brother Esau (Bob Weir, John Perry Barlow) – 4:49
6. When Push Comes to Shove (Garcia, Hunter) – 4:43
7. Desolation Row > (Bob Dylan) – 8:55
8. Bird Song (Garcia, Hunter) – 10:34
9. Promised Land (Chuck Berry) – 4:30

#### Disque 2
- Set 2 :

1. China Cat Sunflower > (Garcia, Hunter) – 6:04
2. I Know You Rider (traditional, arranged by Grateful Dead) – 5:28
3. Looks Like Rain (Weir, Barlow) – 8:26
4. He's Gone > (Garcia, Hunter) – 13:25
5. Drums > (Mickey Hart, Bill Kreutzmann) – 8:42
6. Space > (Garcia, Phil Lesh, Weir) – 7:41
7. I Need a Miracle > (Weir, Barlow) – 4:15
8. Black Peter > (Garcia, Hunter) – 9:26
9. Around and Around (Chuck Berry) – 3:48
10. Good Lovin'  (Rudy Clark, Arthur Resnick) – 8:07

Rappel
1. The Mighty Quinn (Bob Dylan) – 4:28

#### Disque 3
- Set 1 :

1. Alabama Getaway > (Garcia, Hunter) – 5:09
2. Greatest Story Ever Told (Weir, Hart, Hunter) – 4:32
3. West L.A. Fadeaway (Garcia, Hunter) – 7:34
4. Little Red Rooster (Willie Dixon) – 8:21
5. Brown-Eyed Women (Garcia, Hunter) – 5:44
6. Beat It On Down the Line (Jesse Fuller) – 3:25
7. Tennessee Jed (Garcia, Hunter) – 9:04
8. The Music Never Stopped (Weir, Barlow) – 8:27

- set 2 :

1. Touch of Grey > (Garcia, Hunter) – 6:24
2. Samson and Delilah (traditional, arranged by Weir) – 8:07
3. Cumberland Blues (Garcia, Hunter, Lesh) – 5:19

#### Disque 4
- Set 2 (suite)  :

1. Estimated Prophet > (Weir, Barlow) – 10:39
2. Eyes of the World > (Garcia, Hunter) – 8:28
3. Drums > (Hart, Kreutzmann) – 9:08
4. Space > (Garcia, Lesh, Weir) – 7:07
5. Uncle John's Band > (Garcia, Hunter) – 7:19
6. Morning Dew (Bonnie Dobson, Tim Rose) – 11:24

Rappel
1. Johnny B. Goode (Chuck Berry) – 4:47

## Volume 37
Dave's Picks Volume 37 retrace le concert donné le 15 avril 1978 au College of William & Mary de Williamsburg. Le troisième disque du coffret reprend des extraits du concert du 18 avril suivant donné à Pittsburg.
25 000 exemplaires de ce coffret ont été mis en vente.

### Musiciens
- Jerry Garcia, guitare, chant.
- Donna Jean Godchaux, chœurs.
- Keith Godchaux, claviers.
- Mickey Hart, Batterie.
- Bill Kreutzmann, batterie.
- Phil Lesh, basse, chant.
- Bob Weir, guitare, chant.

### Liste des Titres

#### Disque 1
- Set 1 :

1. Mississippi Half-Step Uptown Toodeloo (Jerry Garcia, Robert Hunter) – 10:43
2. Passenger (Phil Lesh, Peter Monk) – 4:52
3. Friend of the Devil (Garcia, John Dawson, Hunter) – 7:04
4. El Paso (Marty Robbins) – 4:53
5. Brown-Eyed Women (Garcia, Hunter) – 5:30
6. Let It Grow (Bob Weir, John Perry Barlow) – 14:32
7. Deal (Garcia, Hunter) – 7:15

- set 2 :

1. Bertha > (Garcia, Hunter) – 6:01
2. Good Lovin'  (Rudy Clark, Arthur Resnick) – 7:04
3. Candyman (Garcia, Hunter) – 7:39

#### Disque 2
1. Sunrise > (Donna Jean Godchaux) – 4:12
2. Playing in the Band > (Weir, Mickey Hart, Hunter) – 14:25
3. Rhythm Devils > (Hart, Bill Kreutzmann) – 11:40
4. Not Fade Away > (Norman Petty, Charles Hardin) – 13:30
5. Morning Dew (Bonnie Dobson, Tim Rose) – 10:47
6. Around and Around (Chuck Berry) – 8:41

- Rappel :

1. One More Saturday Night" (Weir) – 4:59

- Titres bonus (18 avril 1978) :

1. Lazy Lightning > (Weir, Barlow)– 4:06
2. Supplication (Weir, Barlow) – 5:58

#### Disque 3
1. Sugaree (Garcia, Hunter) – 15:02
2. Tennessee Jed (Garcia, Hunter) – 9:11
3. Scarlet Begonias > (Garcia, Hunter) – 13:51
4. Dancing in the Street > (William "Mickey" Stevenson, Marvin Gaye, Ivy Jo Hunter) – 13:33
5. Rhythm Devils > (Hart, Kreutzmann) – 1:16
6. Samson and Delilah (traditional, arranged by Weir) – 7:23
7. Terrapin Station (Garcia, Hunter) – 10:59
8. Around and Around (Berry) – 8:34

## Volume 38
Dave's Picks Volume 38 retrace le concert donné au Nassau Coliseum de New York, le 8 septembre 1973. Un disque bonus, proposant des extraits de la seconde partie du concert de la veille, est joint aux souscripteurs de l'année.
25 000 exemplaires de ce coffret ont été mis en vente.

### Musiciens
- Jerry Garcia, guitare, chant.
- Donna Jean Godchaux, chœurs.
- Keith Godchaux, claviers.
- Bill Kreutzmann, batterie.
- Phil Lesh, basse, chant.
- Bob Weir, guitare, chant.

### Liste des Titres

#### Disque 1
- Set 1 :

1. Bertha (Jerry Garcia, Robert Hunter) – 6:21
2. Me and My Uncle (John Phillips) – 3:16
3. Sugaree (Garcia, Hunter) – 8:03
4. Beat It On Down the Line (Jesse Fuller) – 3:39
5. Tennessee Jed (Garcia, Hunter) – 8:09
6. Looks Like Rain (Bob Weir, John Perry Barlow) – 8:15
7. Brown-Eyed Women (Garcia, Hunter) – 5:49
8. Jack Straw (Weir, Hunter) – 5:27
9. Row Jimmy (Garcia, Hunter) – 9:51)
10. Weather Report Suite – 15:00

#### Disque 2
1. Eyes of the World > (Garcia, Hunter) – 15:23
2. China Doll (Garcia, Hunter) – 6:28

- Set 2 :

1. Greatest Story Even Told" (Weir, Mickey Hart, Hunter) – 5:13
2. Ramble On Rose (Garcia, Hunter) – 6:57
3. Big River (Johnny Cash) – 5:02
4. Let Me Sing Your Blues Away (Keith Godchaux, Hunter) – 4:10
5. China Cat Sunflower > (Garcia, Hunter) – 8:23
6. I Know You Rider (traditional, arranged by Grateful Dead) – 6:19
7. El Paso (Marty Robbins) – 4:51

- Concert du 7 septembre 1973 :

1. Bird Song (Garcia, Hunter) – 13:27

#### Disque 3
1. He's Gone> (Garcia, Hunter) – 14:55
2. Truckin' > (Garcia, Phil Lesh, Weir, Hunter) – 11:46
3. Not Fade Away> (Norman Petty, Charles Hardin) – 9:03
4. Goin' Down the Road Feeling Bad> (traditional, arranged by Grateful Dead) – 7:55
5. Not Fade Away (Petty, Hardin) – 4:17

- Rappel :

1. Stella Blue (Garcia, Hunter) – 7:56
2. One More Saturday Night (Weir) – 5:06

- Concert du 7 septembre 1973 :

1. Playing in the Band (Weir, Hart, Hunter) – 18:16

#### Disque bonus
- Concert du 7 septembre 1973 :

1. Here Comes Sunshine (Garcia, Hunter) – 11:04
2. Let It Grow > (Weir, Barlow) – 11:33
3. Stella Blue (Garcia, Hunter) – 8:32
4. Truckin'  > (Garcia, Lesh, Weir, Hunter) – 10:44
5. Drums > (Bill Kreutzmann) – 2:30
6. The Other One Jam > (Weir, Kreutzmann) – 7:09
7. Eyes of the World > (Garcia, Hunter) – 19:02
8. Sugar Magnolia (Weir, Hunter) – 9:22

## Volume 39
Dave's Picks volume 39 retrace le concert donnée au Spectrum de Philadelphie le 26 avril 1983. Des extraits du concert de la veille, enregistré dans la même salle, ainsi que deux chansons enregistrés le 15 avril, sont inclus dans le coffret.

### Musiciens
- Jerry Garcia, guitare, chant.
- Mickey Hart, Batterie.
- Bill Kreutzmann, batterie.
- Phil Lesh, basse, chant.
- Brent Mydland, Claviers, chant.
- Bob Weir, guitare, chant.

### Liste des Titres

#### Disque 1
- Set 1 :

1. Shakedown Street (Jerry Garcia, Robert Hunter) – 14:19
2. New Minglewood Blues (traditional, arranged by Grateful Dead) – 8:18
3. They Love Each Other (Garcia, Hunter) – 8:52
4. Me and My Uncle> (John Phillips) – 3:18
5. Mexicali Blues (Bob Weir, John Perry Barlow) – 5:41
6. Maybe You Know (Brent Mydland) – 5:15
7. West L.A. Fadeaway (Garcia, Hunter) – 7:37
8. My Brother Esau (Weir, Barlow) – 5:36
9. It Must Have Been the Roses (Hunter) – 5:27
10. Let It Grow (Weir, Barlow) – 12:31

#### Disque 2
- Set 2 :

1. Help on the Way> (Garcia, Hunter) – 4:26
2. Slipknot!> (Garcia, Keith Godchaux, Bill Kreutzmann, Phil Lesh, Weir) – 4:36
3. Franklin's Tower> (Garcia, Kreutzmann, Hunter) – 9:42
4. Man Smart, Woman Smarter> (Norman Span) – 6:54
5. Drums> (Mickey Hart, Kreutzmann) – 11:14

Extraits du concert du 25 avril 1983 :
1. Space > (Garcia, Lesh, Weir) – 10:21
2. The Wheel> (Garcia, Hunter) – 6:05
3. Playing in the Band> (Weir, Hart, Hunter) – 3:14
4. Goin' Down the Road Feeling Bad> (traditional, arranged by Grateful Dead) – 7:29
5. Sugar Magnolia (Weir, Hunter) – 8:52
6. (I Can't Get No) Satisfaction (Mick Jagger, Keith Richards) – 6:36

#### Disque 3
1. Space> (Garcia, Lesh, Weir) – 12:30
2. Truckin' > (Garcia, Lesh, Weir, Hunter) – 7:35
3. Morning Dew> (Bonnie Dobson, Tim Rose) – 10:30
4. Throwing Stones> (Weir, Barlow) – 9:41
5. Not Fade Away (Norman Petty, Charles Hardin) – 8:54

Rappel :
1. U.S. Blues (Garcia, Hunter) – 5:04

Extraits du concert du 15 avril 1983 au War Memorial Auditorium de Rochester :
1. He's Gone> (Garcia, Hunter) – 12:40
2. Little Star (Weir) – 8:22

## Voir Aussi